# Clavecin
Le clavecin est un instrument de musique à cordes pincées muni d'un ou plusieurs claviers. Chacune des cordes est pincée par un dispositif nommé sautereau.
Ce terme générique désigne différents instruments d'une même famille, distincts par leur structure, leur forme, leurs dimensions ou leur timbre, chacun d'entre eux ayant souvent un nom spécifique. Le mot « clavecin », au sens restrictif, désigne alors le plus grand, le plus complet et le plus techniquement développé d'entre eux, généralement appelé « grand clavecin » [réf. nécessaire].
Instruments spécifiques de la musique européenne, les clavecins connaissent un apogée et suscitent un très large répertoire au cours des XVIIe et XVIIIe siècles, avant de connaître une longue éclipse pendant tout le XIXe siècle. Ils retrouvent la faveur des musiciens et du public de façon progressive depuis le début du XXe siècle.
Comme pour l'orgue, la puissance des sons émis ne dépend pas de la force avec laquelle le claveciniste touche le clavier. La présence de registres affectés à chacun des claviers, ainsi que le toucher et la manière de jouer permettent de varier les timbres. Pendant toute la période baroque, le clavecin a été l'un des instruments privilégiés de l'écriture en contrepoint, et de la réalisation de la basse continue. Ses possibilités expressives se révèlent moins appropriées au style du classicisme, et surtout, par la suite, à la sensibilité du romantisme : les compositeurs lui ont préféré le piano-forte, puis le piano (un piano-forte muni d'un double échappement), nouvellement inventés. L'évolution de la facture des instruments vers une puissance sonore grandissante ne le favorise pas non plus. La redécouverte de la musique ancienne suscite son actuel renouveau.
Bien que le clavecin ne soit pas l'ancêtre du piano, l'inventeur du piano-forte et ceux qui le perfectionnèrent sont à l'origine des facteurs de clavecins qui ont adapté leur mécanisme dans la caisse dont ils maîtrisaient la construction. 
Le clavecin est le principal instrument à clavier profane du XVIe au XVIIIe siècle, il a donc suscité l'intérêt de nombreux compositeurs. Plus tard lorsque l'évolution de la musique au cours du XVIIIe siècle a permis l’invention du piano-forte, les compositeurs et les musiciens ont négligé le clavecin au profit du nouvel instrument, le clavecin est alors considéré au milieu du XIXe siècle comme un instrument du passé. Sa remise à l'honneur au tout début du XXe siècle s'inscrit dans le mouvement général de redécouverte de la musique ancienne. Mais d'un point de vue musical, la musique de piano s'inscrit directement dans la lignée de celle du clavecin : Haydn, Mozart et bien d'autres ont composé pour le clavecin avant de passer insensiblement au piano-forte.

## Description
Les descriptions ci-dessous s'appliquent, avec de nombreuses variantes, aux clavecins historiques fabriqués au cours des XVIIe et XVIIIe siècles ainsi qu'aux instruments contemporains dont la facture s'en inspire. Les clavecins dits « modernes », fabriqués au début et pendant la première partie du XXe siècle peuvent avoir des caractéristiques assez différentes.
 
Le grand clavecin a la forme d’une harpe disposée horizontalement. Cette forme est proche de celle d'un triangle rectangle dont l'hypoténuse serait concave. Le ou les claviers sont placés sur le petit côté de l'angle droit. Les cordes sont disposées horizontalement, dans une direction perpendiculaire au(x) clavier(s).

L'instrument mesure environ de 2 à 2,5 mètres de long sur un mètre de large. Son étendue couvre ordinairement de 4 octaves et demie à cinq octaves et n'a jamais été normalisée. La structure est en bois. Contrairement au piano, le clavecin sur modèle ancien ne comporte pas de cadre métallique. Relativement léger, il peut être déplacé par deux personnes.

### La caisse
La caisse (ou coffre) constitue la structure principale du clavecin et définit sa forme extérieure et son volume. Elle est indépendante du piètement sur lequel elle repose.
C'est un volume presque entièrement clos, en bois, qui joue le rôle de caisse de résonance. Elle est construite autour d'une pièce de bois massive (généralement en chêne), disposée parallèlement au(x) clavier(s) : le sommier. À gauche (notes graves), la paroi (l’échine) est rectiligne. À droite (notes aiguës) elle est concave, c'est l'éclisse courbe qui rejoint l’échine par une queue (ou pointe) rectiligne ou convexe. Une paroi rectangulaire (la joue) la prolonge à droite des claviers. Des éléments internes en bois (barres de fond, arcs-boutants, équerres, renforts divers) rigidifient la caisse pour contrer la tension importante exercée par les cordes et éviter toute déformation ; leur agencement varie selon les différentes traditions de facture. La caisse est fermée vers le bas par le « fond ».
À la partie supérieure, sous les cordes, se trouve la table d'harmonie, qui couvre presque en totalité la surface de l'instrument.
Un couvercle rabattable, articulé à l'échine, permet de refermer celui-ci quand il est inutilisé afin de protéger de la poussière et des chocs les cordes et la table d'harmonie. Le couvercle joue aussi un rôle important quand il est ouvert, par la réflexion du son vers l'horizontale. Il peut être d'une seule pièce, ou, beaucoup plus fréquemment, en deux parties articulées. Il est maintenu en position ouverte par une béquille, simple baguette de bois non fixée à l’instrument. Par ailleurs, un panneau amovible (le portillon), peut venir enfermer par l'avant l'espace des claviers.
| L'instrument est en position de transport, placé sur l'échine. Le fond n'est pas encore posé, permettant de voir l'intérieur de la caisse | |
| A : Sommier B : Barre de nom C : Echine D : Pointe E : Eclisse courbe F : Joue G : Contre-sommier H : Masse I : Barres de fond J : Arcs-boutants K : Contre-éclisses L : Table d'harmonie M : Boudin N : Grande barre O : Petites barres P : Rosace | structure en bois brut de la caisse d'une copie de clavecin de Pascal Taskin, en cours de construction, vue de dessous |
| L'instrument est en position normale. Le fond manque | |
| A : Sommier B : Barre de nom C : Echine D : Pointe E : Eclisse courbe F : Joue L : Table d'harmonie P : Rosace Q : Chevalet du 8 pieds R : Chevalet du 4 pieds S : Fosse Remarquez les chevilles fixant la joue au sommier et au contre-sommier     | structure en bois brut de la caisse d'une copie de clavecin de Pascal Taskin, en cours de construction, vue de dessus  |

### Les cordes
Les cordes consistent en un simple fil métallique de faible diamètre et, contrairement à celles du piano, elles ne sont pas filées. Elles peuvent être en fer, en laiton, en cuivre ou en bronze, et sont disposées dans le sens de la plus grande longueur, du clavier vers la pointe.

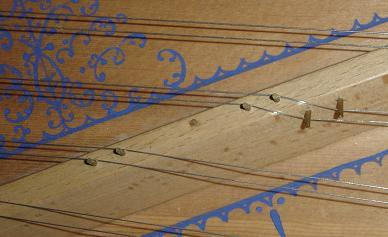
Passage de la corde sur le chevalet.

Vers la pointe, chacune d'elles est fixée à une pointe d'accroche située près de l'éclisse courbe. Près du clavier, chacune s'enroule sur une cheville d'accord qui permet de régler finement la tension, donc la hauteur du son émis. Entre ces deux points fixes, chaque corde enjambe deux pièces de bois dur : sillet (fixé sur le sommier), et chevalet, (collé sur la table d'harmonie). Sur le sillet comme sur le chevalet, la corde est guidée par des pointes métalliques qui permettent de fixer précisément sa position. La longueur utile ainsi établie entre pointe de sillet et pointe de chevalet détermine la hauteur du son émis.
À chaque note, correspondent une ou plusieurs cordes, groupées en nappes imbriquées ou superposées au-dessus de la table d'harmonie : l'ensemble des cordes d'une même nappe constitue un « rang » ou « jeu » et peut posséder un sillet et/ou un chevalet particulier. Selon la disposition de l'instrument, les sillets et chevalets peuvent donc être uniques ou multiples.
Chaque sillet est rectiligne ou presque ; la longueur des cordes croît de la droite vers la gauche - c'est-à-dire de l'aigu vers le grave - déterminant la forme du chevalet et, grossièrement, celle de l'instrument. Si elles étaient toutes de même diamètre et de même matière, une étendue (usuelle) de 5 octaves impliquerait une longueur excessive de la corde la plus grave. Pour l'éviter, on fait varier leur diamètre (de 0,18 mm pour les plus aiguës, à 0,65 mm pour les plus graves, chiffres indicatifs), ainsi, éventuellement, que leur matière (fer pour l'aigu, bronze pour l'intermédiaire, cuivre pour le grave).
Du fait de ces corrections, plus importantes vers les graves, le chevalet à une forme en S ou en équerre, voire en plusieurs sections. et non celle d'une courbe exponentielle.
On appelle « module » (anglais : scale, allemand : Mensur) la longueur utile (entre sillet et chevalet) de la corde correspondant au Do au-dessus du milieu du clavier. Le module est considéré comme court autour de 25–28 cm et comme long autour de 32–36 cm ; le module détermine généralement la matière des cordes : cuivre ou bronze pour un module court, fer pour un module long.

### La table d'harmonie

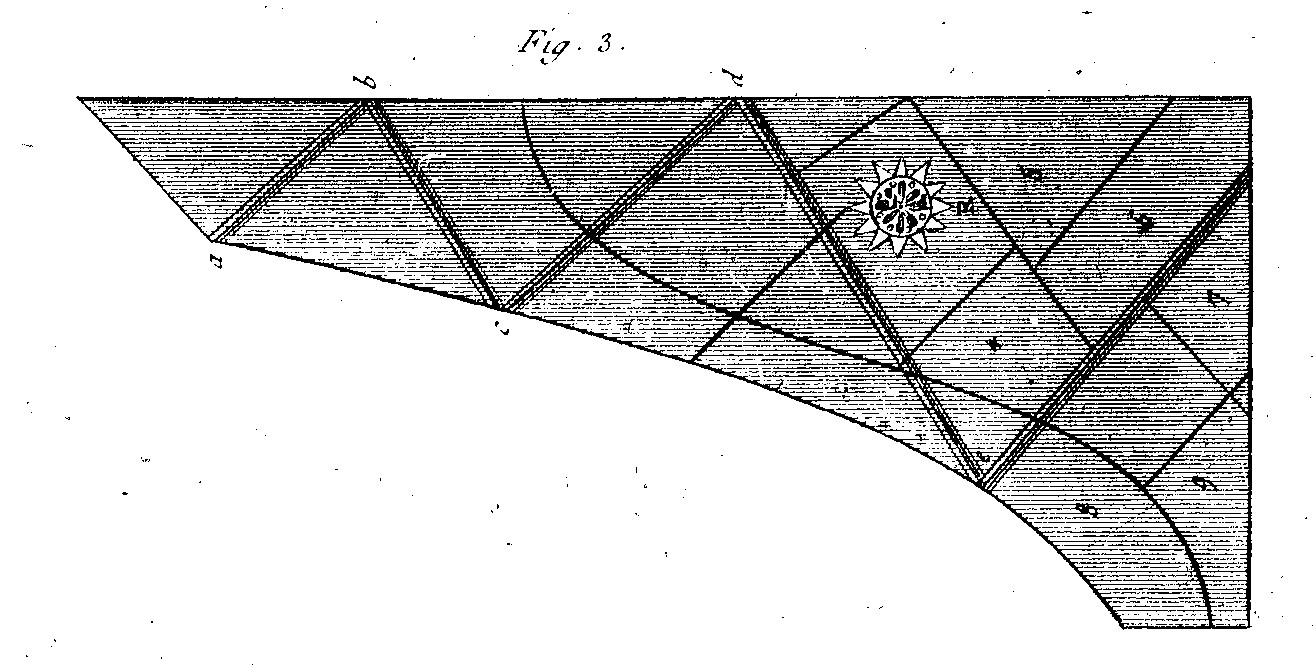
Gravure tirée de l'Encyclopédie - le dessin du barrage, secret du facteur, y est des plus fantaisistes

Les vibrations des cordes sont transmises à la table d'harmonie, laquelle joue un rôle d'amplificateur, et qui consiste en une lame de bois très fibreux, très mince (entre 2,2 mm et 4,2 mm, chiffres indicatifs), occupant presque toute la surface de l’instrument. Cette transmission se fait par l’intermédiaire du chevalet, pièce de bois dur qui est collée sur la table d'harmonie et sur laquelle sont tendues les cordes. La cavité de la caisse sert de résonateur.

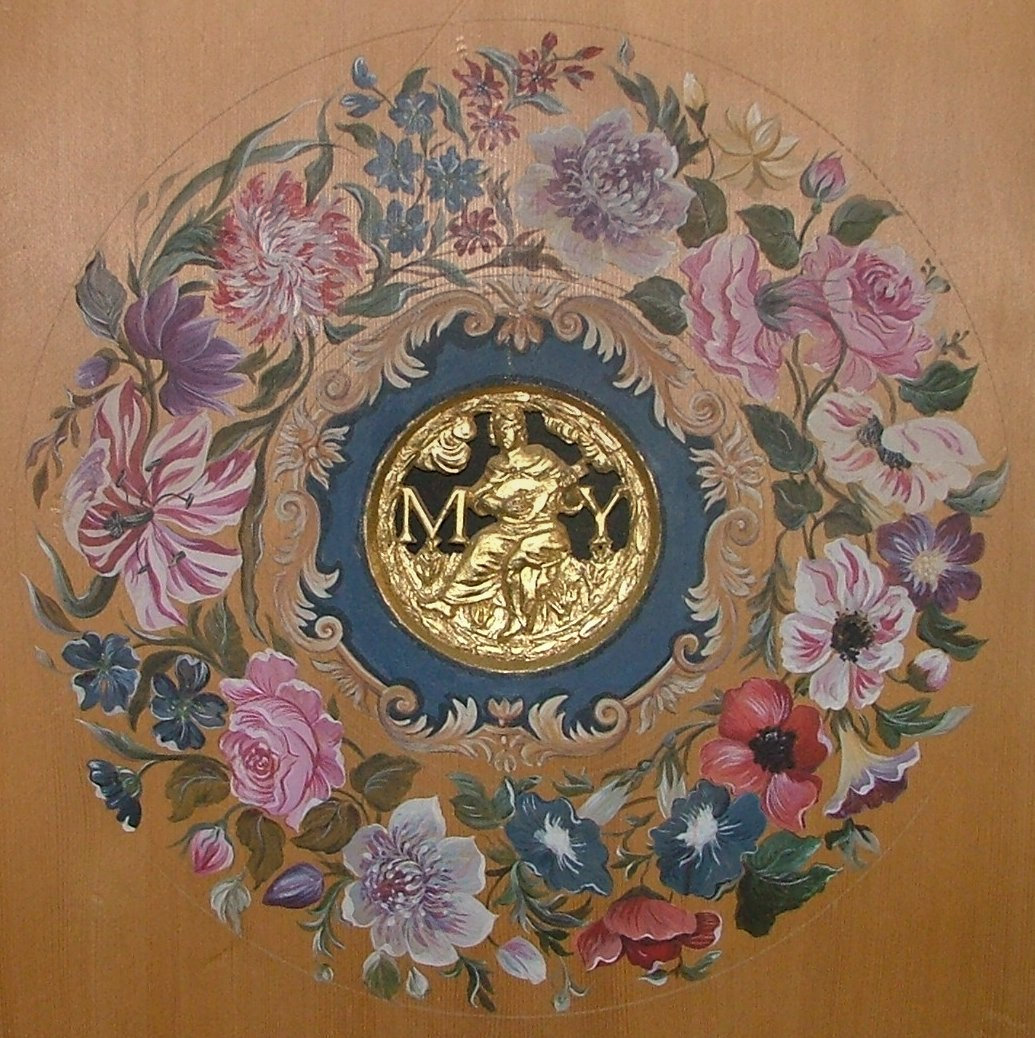
Rosace en étain doré.

La table d'harmonie est renforcée (par en dessous, donc de façon invisible) par des barres de bois qui la raidissent partiellement. Le barrage joue de façon déterminante sur la qualité du son, et sa disposition exacte était un secret de fabrication jalousement gardé par les facteurs. Il diffère selon les écoles de facture et la disposition de l'instrument.
La table d’harmonie est ordinairement percée d'une ouïe dans son angle droit ; l’orifice généralement circulaire est alors muni d’une rosace ouvragée en parchemin, ou dégagée dans le bois, à motif géométrique (clavecins italiens), ou en étain doré, souvent ornée d'un ange musicien (clavecins flamands et français) : dans ce dernier cas, elle porte la marque du facteur. Cette ouïe n'est pas indispensable mais joue aussi sur le son, permet d'équilibrer l'hygrométrie et d'éviter un couplage avec le fond.
Dans les clavecins de tradition flamande ou française, la table d’harmonie - de même que le plaquage de sommier qui semble la prolonger vers le clavier -, est très généralement décorée de motifs floraux, d’insectes, d’oiseaux, etc., ce alors que les Italiens et les Anglais préfèrent le bois brut. La table n'est pas vernie.

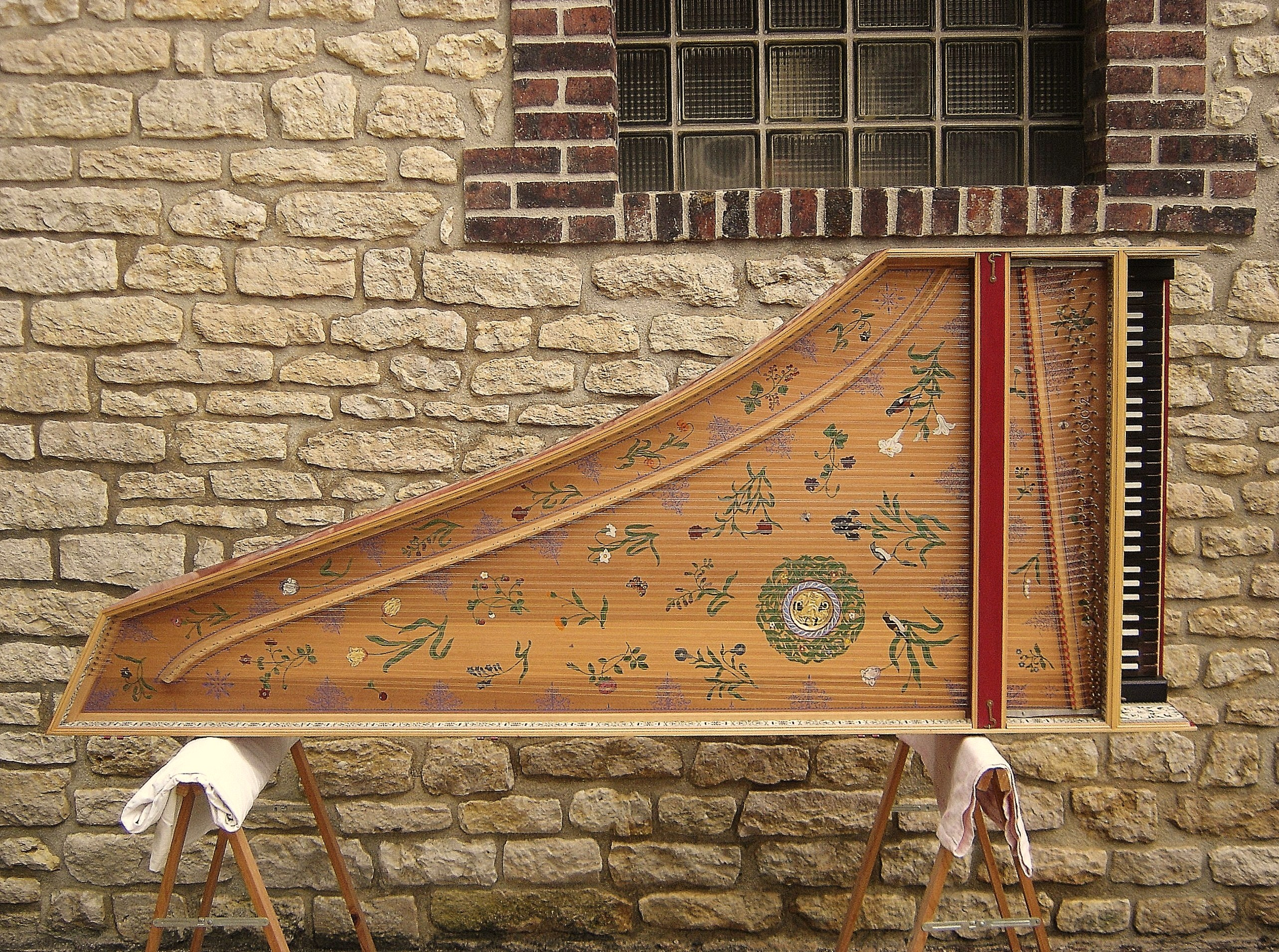
Décoration de table d'harmonie dans la tradition flamande

### Le(s) clavier(s)

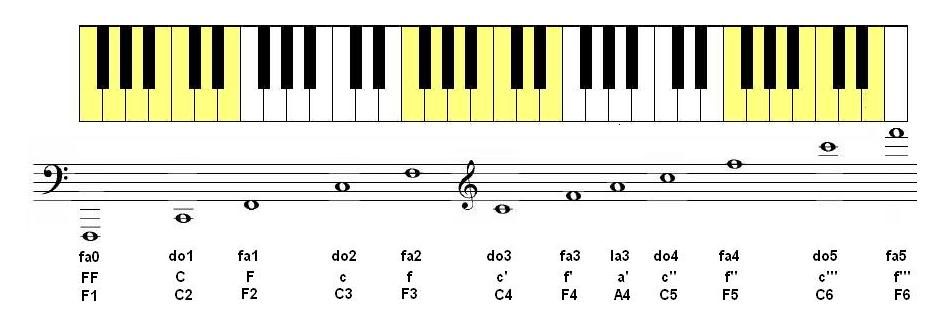
Clavier à étendue de 5 octaves fa^{0} à fa^{5} : correspondance des touches et des notes.

Le clavecin possède un ou deux claviers, très exceptionnellement trois. Leur étendue n'est pas normalisée, elle est inférieure à celle du piano et varie généralement entre 4,5 et 5 octaves, soit de 56 à 61 notes : souvent de fa0 à fa5 (anglais/allemand : FF à f''', américain : F1 à F6). N.B. le la3 correspond au diapason, 440 Hz (classique) ou 415 Hz voire 392 Hz (baroque) ; le do4 définit le module des cordes.
Le clavier supérieur, s'il existe, est en retrait par rapport au clavier principal et peut, selon la disposition, s'accoupler comme dans l'orgue, au clavier inférieur (ou clavier principal).

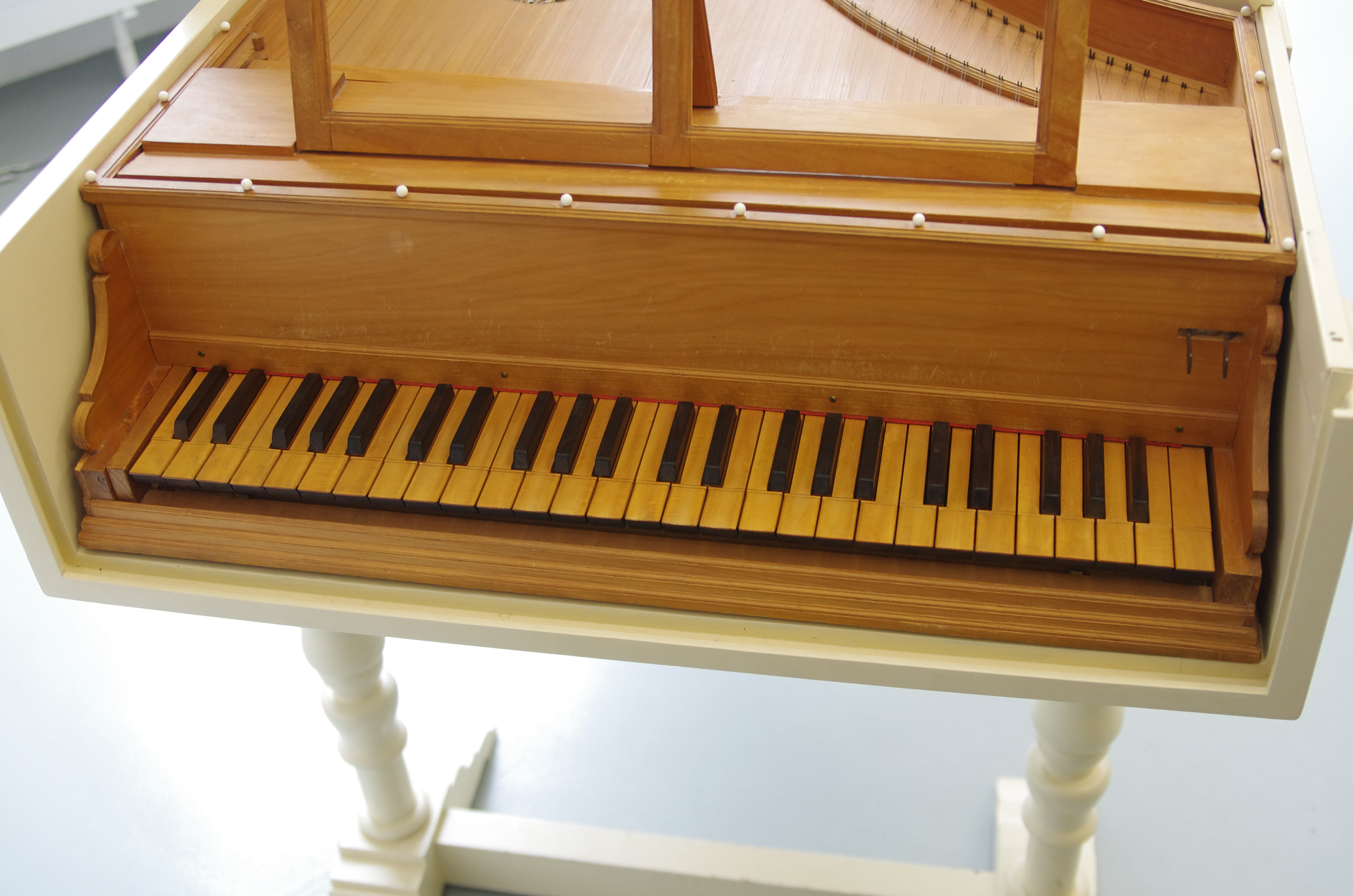
Détail de clavier unique.

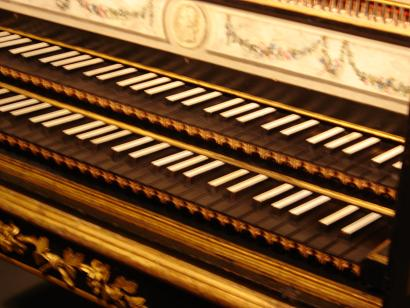
Détail de clavier double.

L'image classique du clavier de clavecin est celle de couleurs inversées par rapport à celui du piano. Ceci est surtout vrai pour les clavecins de tradition française, et l'est beaucoup moins pour les autres traditions de facture. En revanche, les touches sont moins longues que celles d'un piano et leur partie frontale est généralement ornée d'arcades plus ou moins travaillées (voir photo).
La présence de plusieurs claviers rend le clavecin particulièrement adapté à la musique ancienne où le contrepoint est important : chaque main peut jouer sur un clavier différent sa propre ligne mélodique indépendante. Elle permet aussi de jouer sur les oppositions de timbre entre les différentes sections d'une même pièce.
Les touches diatoniques ou naturelles s'appellent les marches. Les touches chromatiques (dièses ou bémols) s'appellent feintes.
Le clavecin français possède en principe des claviers dont les marches sont noires et les feintes blanches (écoles parisienne et lyonnaise) à l'inverse des clavecins flamands. Pour augmenter l'étendue des claviers, beaucoup de clavecins flamands ont été ensuite agrandis (ravalés), les claviers refaits et la transposition unifiée par les facteurs parisiens, cette caractéristique apparaît assez souvent dans ces instruments.
Dans les autres pays, et notamment l'Italie et le sud de la France actuelle, il n’y avait guère de règles et toutes les possibilités ont été exploitées : avec des touches de bois plus ou moins clair et des matières précieuses telles que la nacre ou l'écaille ont aussi été utilisées. C'est l'usage de l'os (pratiquement jamais de l'ivoire) qui permet de réaliser des plaquages blancs.
Lorsque les touches chromatiques sont blanches, c’est seulement la partie supérieure qui reçoit un plaquage en os. Les touches massives en os ne se trouvent que très rarement, dans les feintes d'épinette anglaise par exemple.
Les marches plaquées d'os, d'ébène ou de poirier noirci, sont ornées en bout de touche (faisant face à l’instrumentiste) de diverses façons : soit de frontons trilobés sculptés dans la masse de la touche, ou de parchemin sur fond d'étoffe, d'arcades tournées en buis, d'une moulure, voire d'arcades en cuir gaufré…

### Le mécanisme

Schéma d’un sautereau (seule la partie supérieure est représentée) :
1. Corde
2. Axe de la languette
3. Languette
4. Plectre ou bec
5. Étouffoir.

Fonctionnement du sautereau :
1- chapiteau 2- feutre 3- étouffoir 4- corde 5- plectre ou bec 6-languette 7-axe de la languette 8-ressort en soie de sanglier 9- sautereau 10- escamotage de la languette et du bec
A : touche au repos, l'étouffoir repose sur la corde et l'empêche de vibrer
B : enfoncement de la touche : le sautereau s'élève contre la corde et fléchit
C : le sautereau lâche la corde qui se met à vibrer (émission du son), le sautereau vient en butée contre le chapiteau
D : la touche relâchée, le sautereau redescend par son poids, la languette s'escamote par rotation vers l'arrière au passage de la corde, l'étouffoir reviendra arrêter la vibration de la corde

L'élément principal du mécanisme du clavecin est une lamelle de bois dur appelée sautereau qui se présente verticalement au-dessus de la partie arrière (cachée) de la touche.
Il est maintenu dans cette position par les registres disposés horizontalement et parallèlement au(x) clavier(s). Les registres sont généralement au nombre de deux par rang de sautereaux : celui du bas est fixe ; celui du haut est mobile et peut se déplacer latéralement de quelques millimètres, permettant de mettre en action ou non le rang de sautereaux correspondant. Dans les instruments les plus simples, ne possédant qu'un rang de sautereaux, il n'y a pas de registre mobile (l'unique jeu de sautereaux étant toujours actif). Les registres sont percés d'orifices rectangulaires, éventuellement garnis d'une basane, au travers desquels le sautereau peut coulisser librement, mais avec un jeu très ajusté, de bas en haut.
La touche constitue un levier : lorsque le claveciniste appuie sur l'extrémité qui lui fait face, l'autre extrémité se soulève et fait monter le sautereau muni d'un bec qui va pincer la corde correspondante.
À l’extrémité supérieure du sautereau se trouve une petite languette de bois dur articulée de façon élastique (ressort en soie de sanglier) sur le sautereau et munie du bec ou plectre (en plume de corbeau, en cuir ou en plastique) qui soulève la corde. Les plumes de la Bernache du Canada sont parfois préférées à ces matériaux,. Lorsque le sautereau continue à s’élever, le bec ploie progressivement puis finit par lâcher la corde ainsi mise en vibration. Le chapiteau, barre de bois placée horizontalement au-dessus des rangées de sautereaux, limite leur déplacement vertical.
Lorsqu'on cesse d'appuyer sur la touche, la queue de la touche revient sur le châssis du clavier ; le sautereau retombe et le bec repasse sous la corde, mais sans bruit (ou presque) grâce à la conception de l'articulation de la languette et du sautereau : la languette s’escamote vers l’arrière, et revient ensuite à sa place grâce au ressort. Le sautereau redescend en position basse, l'étouffoir en drap de laine vient reposer sur la corde pour faire cesser le son.

Coupe longitudinale (schéma de principe) d'un clavecin de type flamand à un clavier et deux jeux de huit pieds.
1) touche, 2) couteau, 3) barre de nom, 4) chevilles d'accord, 5) sillet, 6) chapiteau, 7) registres mobiles, 8) corde, 9) chevalet, 10) pointe d'accroche, 11) contre-éclisse, 12) éclisse courbe/pointe, 13) barre d'enfoncement, 14) table d'harmonie, 15) fosse, 16) contre-sommier, 17) sautereaux, 18) masse, 19) fond, 20) peigne, 21) pointe de guidage, 22) registres fixes, 23) sommier, 24) pointe de balancement, 25) cadre du clavier

### Disposition et sonorité

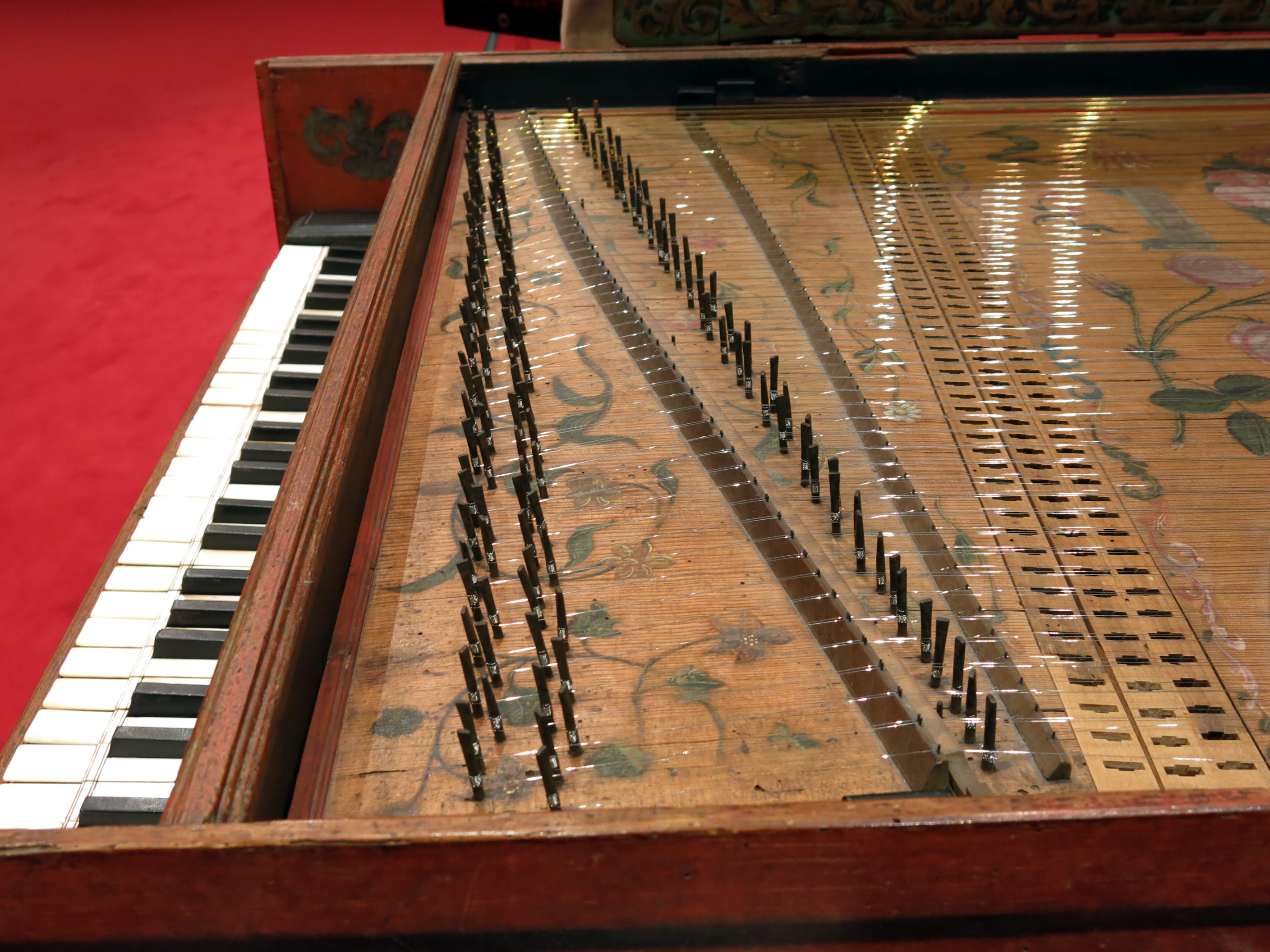
Détail des cordes d'un clavecin.

Le son émis par une corde du clavecin ne dépend pratiquement pas de la force appliquée par le claveciniste sur la touche. Néanmoins, l'instrument possède une variété de sonorités obtenue grâce à ses différents jeux (ou rangs de cordes) sélectionnés à l'aide des registres, et par la possibilité de les combiner. La sonorité du clavecin est marquée par une grande richesse en harmoniques.
Aujourd'hui on désigne le plus souvent les jeux de cordes par un nombre de pieds, par analogie avec les registres d'orgue émettant des sons de même hauteur, soit 16 pieds (très rare), 8 pieds (le plus usuel), 4 pieds voire 2 pieds (très rare), en abrégé 16', 8', 4' et 2'. Ce nombre n'indique pas la longueur effective des cordes. Cependant, dans le principe, la partie active d'une corde d'un jeu de 8' est à peu près deux fois plus longue que la corde du jeu de 4' actionnée par la même touche.
En France, les jeux peuvent prendre les noms de jeu principal (premier 8'), unisson (second 8'), octave (4').
On appelle « disposition » l'affectation des différents registres et jeux de cordes au(x) clavier(s).
La disposition d'un clavecin à clavier unique peut être à un seul jeu, à deux jeux (principal et unisson : 2 × 8' ou principal et octave : 1 × 8', 1 × 4').
La disposition la plus ordinaire d'un clavecin à deux claviers comporte trois rangs de cordes : 8' et 4' actionnés par le clavier inférieur (« grand clavier »), unisson (second 8') actionné par le clavier supérieur (« petit clavier »), soit 2 × 8', 1 × 4'.
En combinant le son du principal et de l'unisson, non seulement on augmente la puissance sonore, mais aussi on joue sur le timbre. On peut aussi combiner les trois jeux, c'est le « plein-jeu ».
Les deux jeux de 8' sont accordés à la hauteur normale et le jeu de 4' (cordes de demi-longueur) à l'octave supérieure. En principe, le jeu de 4' n'est pas utilisé seul, mais combiné à l'un des jeux de 8' pour donner un timbre différent en ajoutant des harmoniques, ainsi qu'une puissance supérieure.
Les deux jeux de 8' eux-mêmes ne rendent pas exactement le même son, le spectre harmonique dépend en effet de la position du « point de pincement » ou distance séparant le bec du sautereau et le sillet. Le schéma ci-dessus montre que si deux registres se partagent le même sillet, les points de pincements sont séparés de quelques dizaines de mm.
Dans certains instruments (spécialement flamands et anglais), un rang de sautereaux traverse le sommier, évidé à cet effet, pour rapprocher au maximum le point de pincement du sillet : ce jeu s'appelle « nasal » (en anglais : lute stop). Il peut partager le même rang de cordes qu'un unisson « normal ».

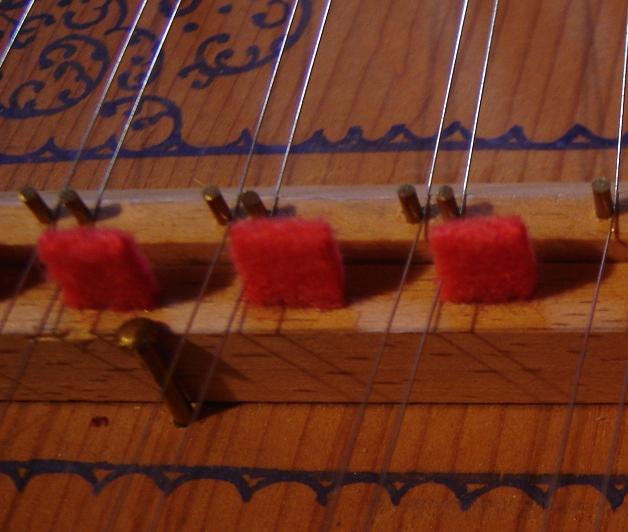
Détail du jeu de luth.

La sonorité peut être affectée par la matière du plectre, et notamment par l'emploi de la « peau de buffle » qui fut introduit par les facteurs parisiens du XVIIIe siècle en jeu complémentaire au principal, sans parler des becs en cuir durci des clavecins du début du XXe siècle.
Certains dispositifs peuvent altérer le son en venant appliquer un dispositif supplémentaire sur la corde, tout près du sillet : feutre ou cuir amortissant la vibration de la corde et appelé le « jeu de luth » (en anglais : buff stop, à ne pas confondre avec lute stop, cf. supra), métal pour l'arpichordum.
Enfin, un dispositif de couvercle à persiennes orientables commandé par des pédales fut employé en Angleterre vers la fin du XVIIIe siècle, permettant des effets de crescendo/decrescendo d'ailleurs accompagnés d'effets d'ouverture/étouffement du son.

### Les registres
Les registres permettent de mettre en action (ou hors action) les différents jeux disponibles.

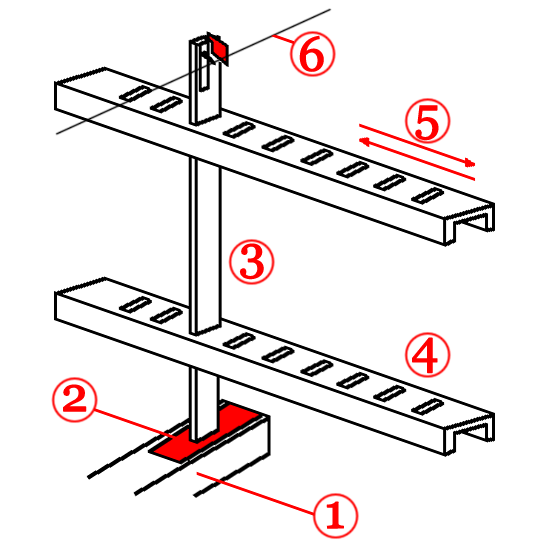
Principe des registres : le sautereau pince ou non la corde selon la position du registre supérieur (mobile) - NB déplacement maximum environ 2 mm. Légende : 1) extrémité de la touche, 2) feutre, 3) sautereau, 4) registre fixe, 5) registre mobile, 6) corde métallique.

À chaque registre correspond un jeu de sautereaux. Chaque registre peut être poussé ou tiré, afin de mettre en service ou hors service le jeu de sautereaux correspondants. Les registres se commandent par des manettes ou leviers situés à portée de main au-dessus du clavier. Chez les Flamands, l'extrémité des registres peut traverser la joue.
Les différents registres permettent de modifier le volume sonore et le timbre de l'instrument.
Le schéma ci-contre montre le fonctionnement d'une paire de registres : le registre inférieur est fixe ; le registre supérieur est mobile ; en se déplaçant longitudinalement (moins de 2 mm) il permet aux plectres de la rangée de sautereaux d'être dégagés des cordes ou de se placer au-dessous, afin de les pincer lorsque les touches correspondantes sont enfoncées.
Lorsqu'il n'y a qu'une paire de registres, les deux sont fixes. Les clavecins de facture italienne ont des registres épais (qui ne vont pas par paires) suffisants pour guider et maintenir les sautereaux dans leurs mortaises.
Il n'y a pas autant de jeux que de rangs de cordes :
- un rang de cordes peut être partagé par deux sautereaux : principal et nasal ;
- un rang de corde à l'unisson peut être joué par chacun des claviers ;
- le clavier du haut joue toujours l'unisson ou un jeu de luth ;
- le clavier du bas joue le jeu principal ou le jeu d'octave ou les deux ensembles et on peut y ajouter l'unisson ;
- on joue tous les jeux par le grand clavier, c'est le « plein jeu ».

Toutes ces combinaisons donnent aux instruments les plus complexes une grande variété de timbres. C'est pour les modifier rapidement que furent mis au point, au XVIIIe siècle, des dispositifs particuliers, genouillères par les facteurs français et pédales par les Anglais.
- L'épinette (virginal, muselaar, ottavino) possède un rang de corde, donc un rang, un jeu (un deuxième jeu éventuel en luth ou arpichordum).
- Le clavecin (le clavicytherium ) à un clavier possède deux rangs de cordes : principal-unisson (ou octave) plus un luth qui vient toucher un des rangs. Ceci donne les jeux suivants : principal, unisson, luth — c'est-à-dire trois jeux sur deux rangs de cordes.

Dans les instruments tardifs ou fin du XVIIIe siècle, les Français utilisaient des genouillères. Les clavecins anglais ont pu comporter des pédales, elles servent aux changements de registres et aux mécanismes expressifs. Les pédales ont été à l’honneur au début de la redécouverte du clavecin vers 1900. Les tentations d'adaptation au clavecin de caractéristiques techniques du piano ont progressivement été abandonnées à partir des années 1950 pour construire des clavecins « à l'ancienne » issus de la copie des instruments de la grande époque (XVIIe et XVIIIe siècles principalement).

### La caisse
La décoration de la caisse (du coffre) diffère aussi selon les traditions :
- en Italie, on préfère les moulures, sculptures, gravures, peintures dorées ou non, avec incrustations de matériaux précieux (nacre, os, pierres fines…) ; les claviers sont en bois dur tel que le buis, teinté ou non.
- en Flandre, on utilise des papiers peints avec arabesques et motifs géométriques pour l’intérieur, l’extérieur est souvent peint de façon assez fruste, imitation de marbre ou de ferronnerie ; l’intérieur du couvercle est souvent décoré de papier peint imitant les moirures d'un tissu, avec des maximes en latin.
- en France, le clavecin est un élément important du décor des maisons nobles et bourgeoises : il est souvent décoré avec richesse et luxe, instrument et couvercles étant peints par de grands artistes, avec profusion de dorures ; les claviers sont souvent en ébène pour les marches, plaqués os pour les feintes.
- en Angleterre, on privilégie l’ébénisterie, chêne avec plaquage de bois plus ou moins précieux et marqueterie raffinée.
- en Allemagne, les influences des autres pays se superposent ; en général, à Hambourg, la pointe de l’instrument est arrondie dans le prolongement de l’éclisse courbe prenant la forme d’un S allongé contrairement à ceux de Saxe.

### Les accouplements
Lorsque l'instrument possède deux claviers, deux dispositifs différents permettent d’actionner le même sautereau à partir des deux claviers :
- l’accouplement à tiroir (dispositif à la française) : en faisant glisser légèrement le clavier supérieur vers l’avant, les extrémités des touches supérieures viennent au-dessus d'ergots verticaux (dent d'accouplement) placés sur les touches inférieures ; lorsqu’on appuie une touche inférieure quelconque, son extrémité se soulève et agit sur l'extrémité de la touche supérieure correspondante ; les sautereaux correspondants sont actionnés (et l'avant de la touche supérieure s'abaisse sans être touché par le claveciniste) ;
- le système anglais : les sautereaux d'un rang particulier sont crantés, et peuvent être soulevés, soit par la touche inférieure, soit par la touche supérieure ; ils sont dits en pied-de-biche ou dogleg. Dans de rares cas, ils peuvent être dégagés du clavier supérieur en faisant glisser celui-ci vers l'avant.

Ces deux dispositifs, dont l’utilité musicale est différente, n’apparaissent en principe jamais simultanément sur le même instrument. L'une des différences réside dans le poids du jeu : dans le système français, lorsque les claviers sont accouplés, les touches du clavier supérieur sont déplacées pour actionner les sautereaux correspondants quand le principal joue, alors que dans le système anglais, elles restent immobiles. Jouer les claviers accouplés avec un système français demande donc un peu plus de force dans le jeu puisqu'il faut déplacer la masse de deux touches au lieu d'une seule dans le système anglais.

Accouplement des claviers à la française ou « à tiroir ».
Schéma de principe 1) pointes de balancement, 2&5) Registre fixe (inférieur), 3) sautereaux, 4) ergot, S) touche supérieure, I) touche inférieure. À gauche : clavier non couplé, la touche supérieure actionne le sautereau A, la touche inférieure les sautereaux B et C. À droite : clavier couplé, la touche supérieure actionne le sautereau A, la touche inférieure les sautereaux A, B et C. NB Dans une variante plus rare, c'est le clavier inférieur qui est mobile.

Système à l'anglaise (dogleg).
Schéma de principe 1) pointes de balancement, 2) Registre fixe (inférieur), 3) sautereaux 4) sautereau B dit « dogleg », S) touche supérieure, I) touche inférieure. La touche supérieure actionne le sautereau A et, optionnellement le sautereau B, la touche inférieure les sautereaux B et C. NB Schéma de gauche : disposition usuelle - Schéma de droite : sur quelques rares instruments

### Accord et tempérament
Très généralement aujourd'hui, le clavecin est accordé au diapason dit « baroque » avec un « la » à 415 Hz ou 385 Hz. Le diapason moderne à 440 Hz n'est adopté que lorsque l'instrument doit s'intégrer à un ensemble moderne, notamment pour l'exécution des œuvres composées au XXe siècle.
L'écart entre ces deux diapasons correspond approximativement à un demi-ton ou un ton : c'est pourquoi beaucoup d'instruments disposent d'un dispositif transpositeur rudimentaire qui consiste simplement à pouvoir décaler les claviers de la largeur d'une touche : décalée vers la droite, la touche donnant « la » vient se placer sous les sautereaux produisant auparavant « si bémol » ce qui demande d'effectuer un nouvel accord.
Le clavecin n'est pas accordé au tempérament égal. Ce sont donc principalement les tempéraments en usage pendant les XVIIe et XVIIIe siècles qui sont utilisés : tempéraments mésotoniques et tempéraments inégaux. Ce respect de l'instrument et des styles musicaux est devenu la règle dans l'interprétation authentique du répertoire baroque.
La stabilité de l'accord du clavecin est particulièrement sensible aux variations des conditions atmosphériques auxquelles réagissent sa structure en bois (variations d'hygrométrie principalement) et ses cordes métalliques (variations de température exclusivement). Il doit donc être réaccordé assez fréquemment. Le claveciniste procède lui-même à cette opération, à l'oreille (écoute et comptage des battements) ou en s'aidant d'un accordeur électronique chromatique. Le réglage de l'accord est en fait celui de la tension des cordes, obtenu en tournant les chevilles d'accord dans un sens ou dans l'autre à l'aide d'un té ou d'une clef adaptés d'accordeur, jusqu'à obtenir la hauteur désirée.
La table d'harmonie n'est pratiquement pas vernie et offre une surface d'un mètre carré extrêmement poreuse à l'atmosphère ambiante : la fermeture du couvercle, hors utilisation, est indispensable.
Le clavecin craint les climats sujets à de très fortes variations de température et d'hygrométrie. Relativement peu affecté par les climats d'Europe de l'Ouest, il l'est de façon beaucoup plus marquée par ceux que l'on trouve en Amérique du Nord ou en Afrique du Nord : dans ces régions, les grandes variations d'hygrométrie peuvent provoquer des dommages irrémédiables aux instruments. Lorsqu'un instrument doit être installé pour un concert dans un lieu étranger (par exemple une église, souvent froide et humide), il est donc nécessaire de l'y placer plusieurs heures à l'avance et de rectifier l'accord, en plusieurs phases et notamment à l'approche du concert. Une légère adaptation peut même intervenir au cours de celui-ci, pendant entractes et pauses.

### Curiosités et inventions
L'imagination des facteurs a donné naissance à nombre d’instruments extraordinaires, produits à peu d’exemplaires dont parfois, aucun ne subsiste :
- « Moeder en kind » (Mère et enfant, Comte de Flandre, XVIIe siècle) : ensemble composé de deux virginals. Le plus petit (l'enfant, demi-virginal à l'octave) peut se ranger dans le plus grand (la mère) ou se superposer à celui-ci de manière à coupler leurs deux claviers.
- Clavecin imbriqué avec un muselaar prenant place au niveau de l’éclisse courbe (Flandre, XVIIe siècle) ;
- « spinettone de teatro » (Cristofori, Italie, XVIIIe siècle) : épinette ressemblant à un clavecin, avec une courbe brisée réalisée en deux parties droites, le clavier est latéral pour limiter l’encombrement dans les fosses d'orchestre. Possède deux registres : principal et octave ;

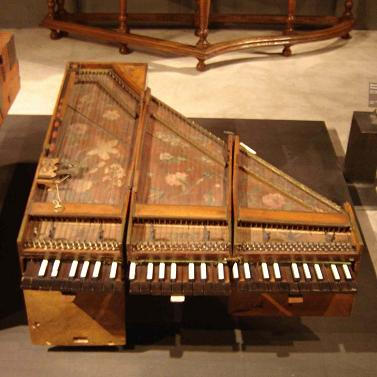
Clavecin « brisé » de Marius

- l'épinette ovale (Bartolomeo Cristofori 1655-1731) possède deux registres d'unissons entrecroisés, quatre chevalets. Les cordes les plus graves sonnent au centre de la table ;
- « double virginal » (Cristofori, Italie, XVIIIe siècle) : avec jeux de cordes entrecroisées ;
- clavecin « brisé » en trois parties qui se replient en un tout (France, Jean Marius, 1700 XVIIIe siècle) ;
- clavecin à persiennes : quelques dispositifs furent essayés en Angleterre, au XVIIIe siècle, pour varier le volume du son, des persiennes à ouverture progressive. Ces essais n’eurent guère de succès ;
- « vis-à-vis » (Allemagne, XVIIIe siècle) : un clavecin et un piano-forte se font face, imbriqués dans un même énorme meuble ;
- seize pieds : la disposition dite « de Bach » avec jeux de seize, huit et quatre pieds, est en fait une invention du début du XXe siècle, car les instruments authentiques de la période baroque qui la présentent sont excessivement rares ;
- clavecin à pédale (il n'existe pas d'exemplaire ancien complet) ;
- clavecin évolutif : clavecin à un clavier qui se transforme en deux claviers (Rouaud, 1970) ;
- clavicytherium transformable : le même peut devenir un clavecin horizontal (Rouaud, 1980) ;
- Le « clavecin électrique » (France, 1759) : conçu par Jean-Baptiste de La Borde, cet instrument utilise l'électricité statique pour frapper des clochettes à l'aide de petites pièces métalliques[15] ;
- « Geigenwerk » (Allemagne, XVIIe siècle) : les cordes ne sont pas grattées, mais frottées par des roues, sortes d'archets cylindriques rotatifs actionnés par une pédale, analogues à celui de la vielle à roue.

### Instruments duXXesiècle
Avant le retour à la facture traditionnelle opéré à partir des années 1950, les facteurs produisent des instruments différant sensiblement des clavecins historiques et reprenant de nombreuses caractéristiques des pianos :
- cordes « filées » sous forte tension, parfois tendues sur un cadre métallique ;
- caisse épaisse, en contreplaqué et ouverte (sans fond) ;
- disposition dite « de Bach », avec registres de 16, 8 et 4 pieds ;
- sautereaux munis de plusieurs vis de réglage (réglage en hauteur, réglage du plectre, réglage de l'étouffoir, etc.) ;
- sautereaux métalliques, registres de même ou en plexiglas… ;
- plectres en cuir durci au lieu de la plume de corbeau ;
- pédalier (généralement pourvu de 7 pédales) permettant les changements rapides de jeu et les accouplements ;
- sophistication de l'accordage (une cheville à chaque extrémité de la corde) ;
- possibilité d'engager partiellement les registres pour obtenir un pincement plus léger des cordes ;
- claviers plus robustes, analogues à celui du piano ;
- etc.

Ces instruments sont beaucoup plus lourds et produisent un son plus métallique et plus grêle, défauts de sonorités qui ont occassioné des critiques. Ils se prêtent mieux à une production industrielle et sont construits en grand nombre, notamment par quelques firmes allemandes telles que Neupert, Wittmayer, Sperrhake, Ammer, Sassmann.
La seule innovation du XXe siècle qui ait été communément conservée aujourd'hui sont les plectres en Delrin.

## Autres instruments à sautereaux

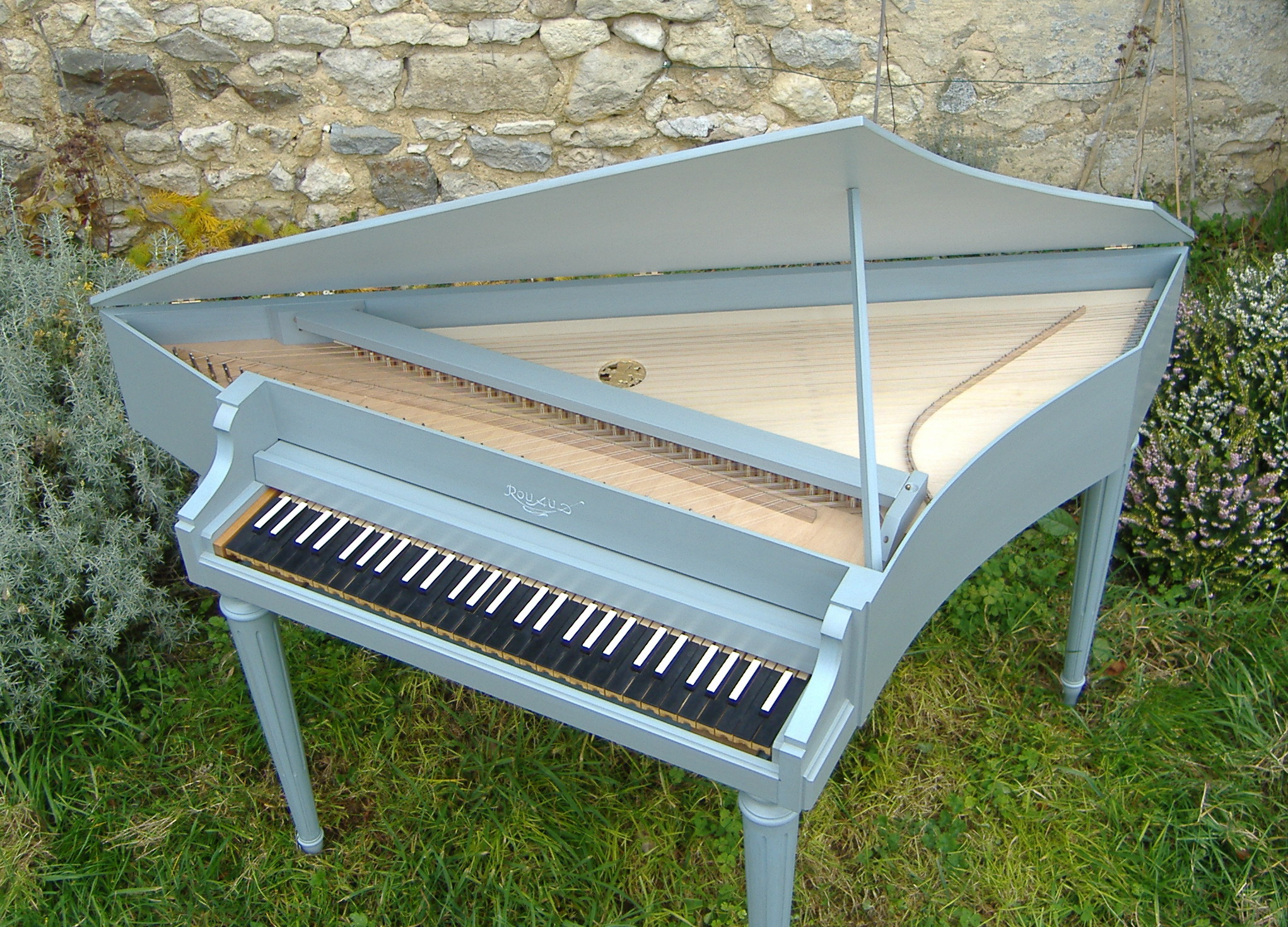
Épinette courbe.

Outre le grand clavecin, plusieurs instruments sont basés sur le mécanisme du sautereau. Ils se distinguent par leur structure, leur forme, leur taille, leur timbre et peuvent continuer de nos jours à être fabriqués par les facteurs.
Ces instruments sont, pour la plupart, plus archaïques, munis d'un seul clavier et d'un seul rang de cordes, avec une étendue moindre (quatre octaves ou un peu plus suffisent pour la musique de la Renaissance et des dispositifs anciens tels que octaves « courtes » ou touches dédoublées (dites feintes brisées).
Leur nom dépend plus ou moins de la direction des cordes relativement au clavier. Néanmoins, la terminologie est souvent imprécise et variable géographiquement, notamment pour la distinction entre épinette, virginal et clavecin :
- en Italie, le nom spinetta désigne aussi des instruments que l'on pourrait décrire comme virginal ;
- en France, avant 1700, le mot épinette est synonyme de clavecin ;
- en Angleterre, avant 1700, le mot virginal est d'usage généralisé.

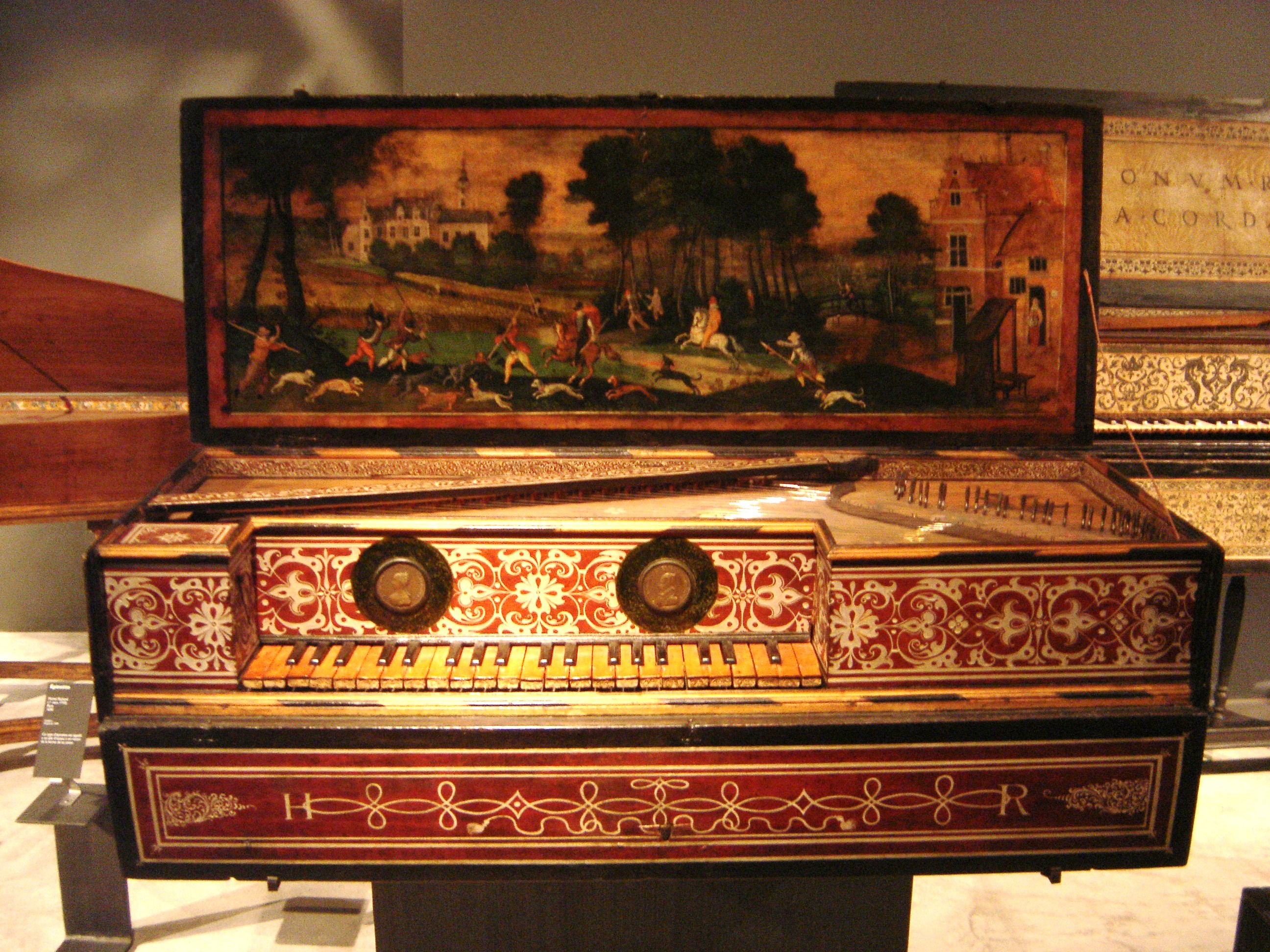
Virginal « à la quinte ».

Le clavicythérium ou clavecin vertical a ses cordes disposées verticalement. Les sautereaux y sont donc placés à l'horizontale et un système de renvoi est nécessaire pour les relier au clavier. Cet instrument assez rare a pour avantages une place au sol réduite (contrepartie d'une hauteur importante) et un son très proche de l'interprète.
L'épinette peut être de formes variées : rectangulaire, polygonale, en forme d'aile d'oiseau (épinette courbe) ; les cordes sont plus ou moins inclinées par rapport au clavier – les plus graves étant les plus éloignées. Le nom était interchangeable avec celui de clavecin en France au XVIIe siècle.
Le virginal a une forme rectangulaire ou polygonale, les cordes y sont parallèles au clavier – les plus graves étant les plus proches. Le clavier est situé à gauche du coffre.

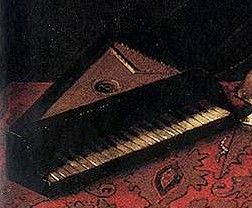
Ottavino.

Le muselaar est un virginal dont le clavier est situé au centre de la caisse. Les sautereaux y pincent les cordes en leur milieu, d'où une sonorité particulière.
L'ottavino est une épinette rectangulaire, voire triangulaire, de taille réduite sonnant « à l'octave » grâce à ses cordes à moitié plus courtes.
Le clavecin à pédale est un grand clavecin auquel était adjoint un pédalier à touches. L'instrument permettait aux organistes de s'entraîner à moindres frais.
Le claviorganum était un instrument hybride intégrant un double mécanisme, les cordes d'un clavecin et les tuyaux d'un orgue.
Le luth-clavecin était équipé de cordes en boyau.

## Historique

### Les origines -XIVeetXVesiècles
L'origine du clavecin remonte au Moyen Âge : il est une évolution du psaltérion, auquel a été adapté un clavier. C'est au XVe siècle que l'on en trouve les plus anciens documents. Un manuscrit en latin d'Arnaut de Zwolle, datant d'environ 1440, inclut des schémas détaillés du clavicymbalum (ancien nom du clavecin) ainsi que de quatre dispositifs d'excitation des cordes, soit pincées, soit frappées. Arnault précise que la première mécanique est la meilleure : les premiers sautereaux.
L'instrument est peut-être originaire d'Italie ou de Bourgogne, que ces deux centres de facture aient été en communication ou se soient développés de façon indépendante. L’Italie sera toujours, et de loin, le siège de la plus importante production, avec une facture très typée qui demeure la même pendant trois siècles.

### LeXVIesiècle
En 2009, le plus ancien clavecin conservé est de facture italienne ; il est daté de 1521, a été construit par le facteur Jérôme de Bologne (Hieronymus Bononiensis) et est conservé à Londres au Victoria and Albert Museum. La Royal Academy of Music possède un clavicythérium, qui doit être antérieur, mais le mécanisme est manquant. Notons qu'ils sont précédés par une épinette datant de 1493, exposée au musée de Pérouse. Les autres instruments remontant à cette haute époque, la première moitié du XVIe siècle, sont également de facture italienne. Cependant, ils ne nous fournissent aucun renseignement sur la genèse de l'instrument : de manière surprenante, la facture en est quasi accomplie, et l'on ne peut donc qu'émettre des hypothèses quant à son évolution antérieure, d’autant que les documents écrits manquent presque complètement jusqu'à l'Encyclopédie de Diderot.
Les facteurs italiens construisaient des instruments très légers, dont la structure évoque la lutherie, munis d'un seul clavier et des cordes de tension modérée. Cette structure perdura pendant plusieurs siècles sans modification notoire. Les instruments italiens ont un son plaisant, mais qui manque de puissance : ils devinrent l'instrument d'accompagnement par excellence.
Un changement décisif dans la facture eut lieu à Anvers vers les années 1580, surtout sur l'impulsion du facteur Hans Ruckers et de ses héritiers, parmi lesquels Ioannes Couchet. Les facteurs flamands construisaient des instruments beaucoup plus solides que les Italiens. Leurs instruments avaient des cordes plus longues, sous plus forte tension, de diamètre progressivement augmenté vers les basses – d'où une forme plus trapue, avec deux jeux de 8 et 4 pieds (ou de deux fois 8 pieds) –, une caisse plus épaisse et une table d'harmonie très mince qui rendait un son puissant et noble. Il y avait parfois deux claviers, généralement transpositeurs (à intervalle de quarte) et qui ne pouvaient être accouplés. Plus tard, le second clavier fut aussi utilisé pour produire des modifications de sonorité. Le modèle flamand servit de base au développement de la facture dans les autres pays d'Europe occidentale (essentiellement la France, l'Angleterre, l'Allemagne), même si une tradition antérieure a pu y exister.

### L’âge d’or (XVIIeetXVIIIesiècles)
C'est la grande époque du clavecin : facteurs et musiciens portent l'instrument et son répertoire à leur apogée. Le clavecin devient un instrument de prestige et un meuble d'apparat qui orne hôtels particuliers, châteaux et palais, chez les bourgeois aisés, les membres de la noblesse et des familles royales. Il participe à la riche vie musicale qui les anime, et les enfants des classes privilégiées apprennent à en jouer auprès des meilleurs professeurs. [réf. nécessaire]
L'atelier Jollain est à l'origine de la première gravure de musique de clavecin en France.

### LeXIXesiècle
En France, la Révolution de 1789 porte un coup fatal à l'un des instruments les plus prestigieux de l'époque baroque : il est considéré comme un symbole de l'Ancien Régime et son sort se lie à celui de la monarchie. Les biens des condamnés et des émigrés sont confisqués, autant les clavecins que les piano-fortes (il est attesté qu'une douzaine de clavecins furent brûlés dans la cour du Conservatoire de Paris). Une anecdote précise qu'à la mort de Louis XVI les instruments furent peints en noir en signe de deuil. Le clavecin est considéré comme un instrument démodé, souvent relégué comme objet décoratif.
Le clavecin pour autant ne disparaît pas totalement et il reste en usage jusqu'au début du XIXe siècle en Italie, en Angleterre, en même temps que se développe le piano-forte. Son effacement rapide coïncide avec les changements esthétiques, politiques et philosophiques de la fin du XVIIIe siècle, le passage à la période dite « classique » (celle de Haydn, de Mozart, de Beethoven) et surtout avec la naissance du romantisme. Pendant l'époque romantique, correspondant au développement de l'ère industrielle, les compositeurs n'écrivent plus pour lui. Les derniers clavecins « à l'antique » sont construits par Kirkman à Londres au tout début du XIXe siècle.
À la fin du XIXe siècle, les facteurs sont tentés de lui appliquer les techniques des manufactures de piano, mais sans réel succès. L'instrument historique retrouve progressivement son usage grâce aux facteurs et aux musicologues dans le courant du XXe siècle.

### LeXXesiècle

#### Renaissance: le clavecin «moderne»

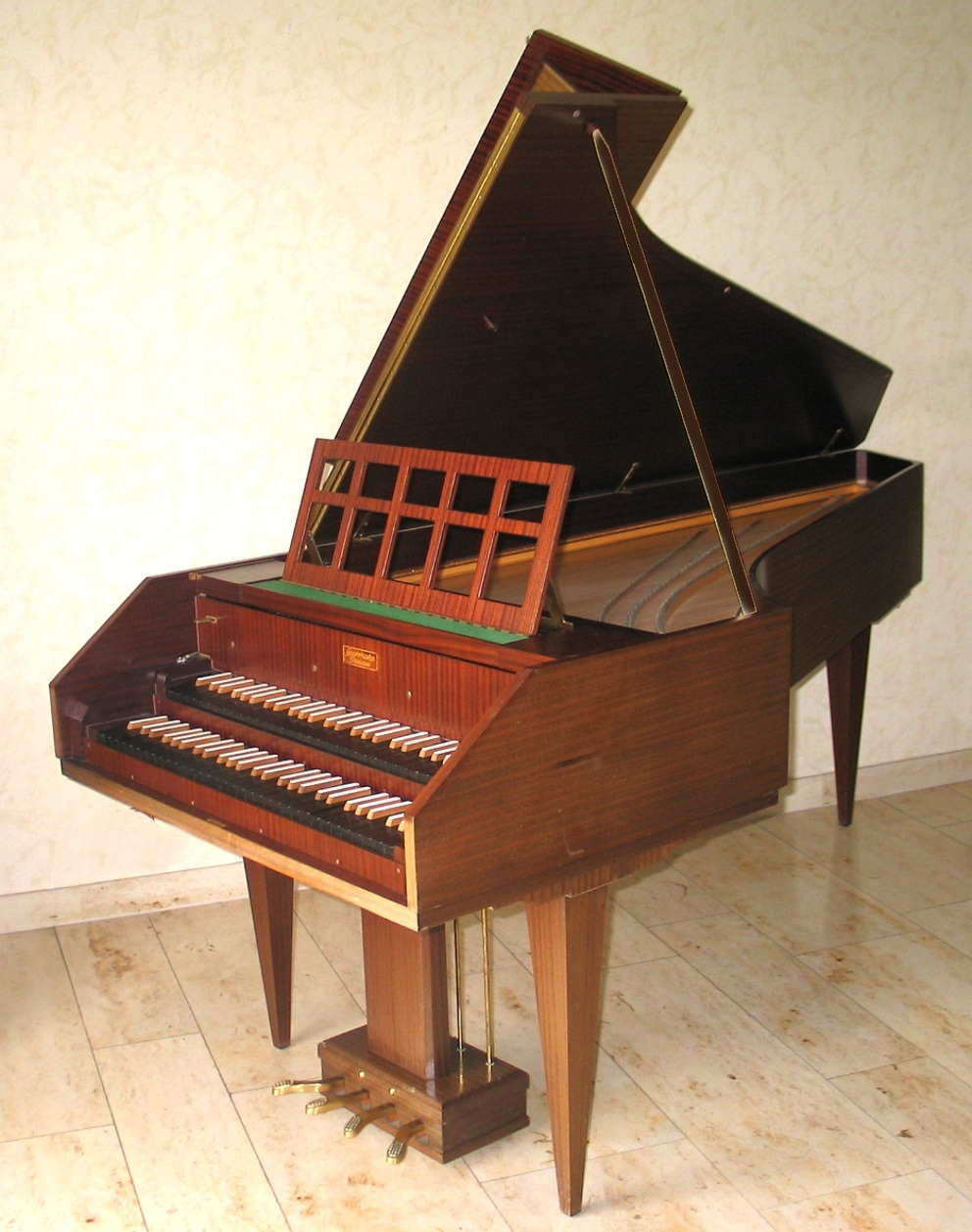
Clavecin dit moderne.

Il faut attendre 1889 (Exposition universelle de Paris) pour voir réapparaître en public le clavecin, via des instruments fabriqués par Pleyel et Érard et présentant des caractéristiques très différentes du clavecin ancien.
Au début du XXe siècle, la pianiste virtuose Wanda Landowska découvre le clavecin et va œuvrer pour le renouveau de l’instrument en s’y consacrant de façon exclusive : elle interprète sur un instrument spécialement conçu et construit pour elle par Pleyel les œuvres de Bach, Couperin, Rameau, Scarlatti… et forme de nombreux disciples. Parmi ceux-ci, Ralph Kirkpatrick, Rafael Puyana, Ruggero Gerlin entre autres, deviendront à leur tour des professeurs renommés.
La tradition de la facture classique s'est perdue depuis le XVIIIe siècle : les facteurs de pianos sollicités par les artistes désireux de ressusciter l’instrument croient bon de faire « bénéficier » celui-ci des améliorations qui avaient transformé le piano-forte en piano moderne. Ils le munissent donc d’une caisse massive en contreplaqué, d’un cadre métallique avec des cordes sous forte tension, de becs en cuir durci, de dispositifs de réglage fin sous la forme de multiples vis d’ajustement, de clefs d'accord doublées, de pédales permettant les changements rapides de registre, sans soupçonner que ces nouveautés en font un instrument différent et moins convaincant sur le plan musical : le son en est différent, beaucoup plus métallique, et, chose plus inattendue, d’une faiblesse qui surprend et qui pouvait justifier a posteriori l’abandon de l’instrument à la fin de l’époque baroque. Le clavecin ainsi « falsifié » ne supporte guère la comparaison avec le piano ni la confrontation avec l'orchestre.
La puissance sonore du clavecin, en effet, comme celle de la guitare ou de la harpe, le rend incapable de lutter à égalité avec un orchestre moderne, où pour chaque pupitre on multiplie le nombre d'instruments. Sa sonorité délicate le marie admirablement aux formations instrumentales beaucoup plus réduites de l’époque baroque, au cours de laquelle a été constitué l’essentiel de son répertoire.
Les compositeurs redécouvrent pourtant l’instrument et composent pour lui : Concerto pour clavecin de Manuel de Falla, Concert champêtre pour clavecin et orchestre de Francis Poulenc.

#### Retour à la tradition
Dès les années 1950, le clavecin suscite à nouveau la curiosité et l'intérêt du monde musical.
En France, la firme Erato sous l'impulsion de son directeur artistique Michel Garcin va lancer dès 1958 une encyclopédie du clavecin. Il engage de jeunes virtuoses tels Robert Veyron-Lacroix, auteur de l'enregistrement de quantités de pages de musique de chambre et de concertos avec orchestre, Zuzana Růžičková, qui va au cours de la décennie 1960 enregistrer la première intégrale des œuvres pour clavecin de J.S. Bach en 21 disques, et Laurence Boulay, à qui l'on doit de nombreuses recherches sur l'instrument en relation avec la maison Mercier-Ythier.
Aux Pays-Bas, Gustav Leonhardt, organiste, claveciniste et pédagogue, va susciter une nouvelle vague dans l’approche, la lecture et l’interprétation de la musique ancienne. Il va, avec ses nombreux élèves, ses disciples, et bien au-delà du seul clavecin, susciter un engouement pour les techniques anciennes d’interprétations et de facture.
Un retour progressif à la facture authentique s’opère en effet après la Seconde Guerre mondiale, sous l’impulsion de quelques facteurs enthousiastes, en particulier Hugh Gough en Angleterre, Frank Hubbard, William Dowd ainsi que Bruce Kennedy aux États-Unis, Martin Skowroneck en Allemagne, et en France, dans les années 1960, David Boinnard (es), Claude Mercier-Ythier, Jean-Paul Rouaud, Reinhard von Nagel, Marc Ducornet, Émile Jobin, Philippe Humeau, Patrick Chevalier ou encore Laurent Soumagnac. Ils admirent les facteurs de la grande époque qui avaient mis au point un instrument presque parfait, qu’il suffit de reproduire pour retrouver les qualités sonores historiques. Ce retour à une facture qui ne trahit pas l'instrument est parallèle à la redécouverte des techniques de jeu de l'époque baroque, par l’étude des traités des XVIIe et XVIIIe siècles, et manifeste une recherche d’authenticité qui n’est d’ailleurs pas spécifique au clavecin.
Aujourd’hui, de nombreux facteurs produisent des clavecins « à l’ancienne » de grande qualité, tandis que d'autres fabricants proposent des instruments à monter soi-même permettant à l’amateur passionné de le construire à partir d'un kit.
Le clavecin a retrouvé depuis le dernier quart du XXe siècle sa place privilégiée dans l’interprétation de la musique baroque, comme instrument soliste, concertant ou assurant le continuo. Il a pratiquement repris sa place jusqu'alors usurpée par le piano dans ce domaine, car ses caractéristiques sont beaucoup plus appropriées à l’interprétation d’une musique qui a été conçue pour lui. Ainsi, seul le double clavier permet d’exécuter exactement certaines œuvres contrapuntiques, mais surtout, les ornements ne peuvent être exécutés correctement que grâce au mécanisme du clavecin. D'une manière générale, la couleur, le jeu spatial et la répartition des voix sont uniques au clavecin.
Des compositeurs contemporains tels que Francis Poulenc, Bohuslav Martinů, Manuel de Falla, Frank Martin, Peter Mieg, Maurice Ohana, Jean Françaix, György Ligeti, Iannis Xenakis, Henryk Górecki ou Rolande Falcinelli vont composer pour l'instrument. Il sera également employé dans le domaine de la chanson française (Léo Ferré, Jacques Brel, Jean Ferrat…) et dans le jazz (Erroll Garner), mais aussi par des compositeurs de musique de film (Vangelis dans 1492 : Christophe Colomb (Ridley Scott, 1992)).

## Musique de clavecin
L'histoire de la musique composée pour le clavecin s'écrit en deux pages bien distinctes, la pratique de cet instrument ayant cessé pendant tout le XIXe siècle : la musique composée pour le piano pendant cette période ne peut pas être interprétée convenablement sur le clavecin car elle mise sur des caractéristiques musicales propres au piano, notamment les possibilités expressives et la puissance sonore. Il y a donc une discontinuité entre la première période (Renaissance et baroque, soit près de trois siècles) et la seconde (période contemporaine), au cours de laquelle le clavecin a retrouvé la faveur de certains compositeurs.
Pendant la Renaissance, les tablatures concernent indifféremment l'orgue et le clavecin, et ce dans toute l'Europe occidentale, malgré les caractères opposés des deux instruments. Ce n'est que progressivement que se développe un répertoire propre à chacun d'eux, à des périodes qui diffèrent selon les pays : le clavecin tend alors à se spécialiser dans la musique profane, et l'orgue dans la musique sacrée.
Pendant la période baroque, le clavecin trouve son utilisation dans trois domaines :
1. il joue un rôle essentiel, avec quelques autres (orgue, basson, basse de viole, violoncelle…) dans la réalisation de la basse continue, notamment à l'opéra ;
2. c'est un instrument de soliste incomparable, par ses possibilités contrapuntiques et ses différents coloris sonores ;
3. il est aussi, de façon plus tardive, apprécié comme instrument concertant (sonates, concertos).

Chacune des nations qui participent à l'essor du répertoire apporte une composante à une synthèse européenne qui aboutira, au XVIIIe siècle, à un apogée précédant de peu la disparition rapide de l'instrument, supplanté par le piano.

## Facture: les différentes «écoles»
À la suite de Frank Hubbard et Raymond Russell on distingue habituellement cinq « écoles » nationales pour la facture ancienne :
1. Italie (centres principaux : Venise, Milan, Florence, Rome, Naples…) ;
2. Flandre (Anvers, avec la plus célèbre famille de facteurs : les Ruckers et Couchet, puis Moermans, Dulcken…) ;
3. France, principalement à Paris : les Denis, Blanchet, Taskin, Hemsch…
4. Angleterre, essentiellement à Londres (Shudi, Kirkman…) ;
5. Allemagne, à Hambourg (Fleischer, Hass, Zell), Berlin (Mietke), Dresde (Gräbner)…

Il s’est produit peu de clavecins en dehors de ces régions. Quelques instruments ibériques (portugais, espagnols) subsistent, qui dénotent une forte influence italienne, mais la production a toujours été très réduite. En Scandinavie, c'est la tradition hambourgeoise qui prévaut, et en Europe orientale, Suisse, Autriche celle de l'Allemagne méridionale. L'influence anglaise se ressent quant à elle en Irlande ainsi qu'en Amérique du Nord (où sont construits quelques instruments vers la fin du XVIIIe siècle).
Les cinq principales écoles nationales sont bien caractérisées, même si de nombreuses variantes existent et que les facteurs les plus talentueux ont toujours fait preuve d’imagination et d’ingéniosité. Les caractères indiqués ci-après ne décrivent que des tendances générales, qui sont sujettes à de nombreuses exceptions.

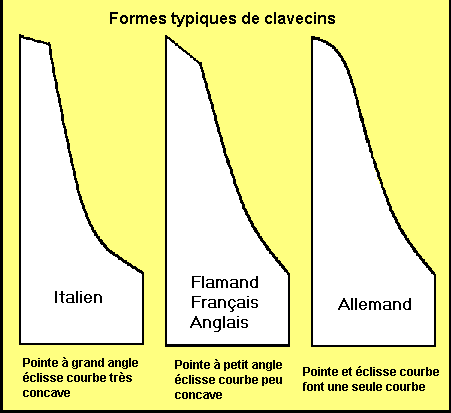
Différentes formes de clavecins.

### La facture italienne
Du XVIe au XVIIIe siècle, l'Italie a été le plus important centre de fabrication de clavecins de toute l'Europe. Les instruments en sont très caractérisés ; leur son typé et leur attaque précise les destinent tout particulièrement à la réalisation de la basse continue. D'ailleurs, relativement peu d'artistes italiens se sont consacrés exclusivement à cet instrument, en proportion du nombre de musiciens italiens pendant toute la période baroque.
Le clavecin italien le plus typique a une caisse extrêmement légère formée de parois minces en cyprès, dont la construction évoque la lutherie. Cet instrument fragile n’est pas décoré ; il est contenu dans une caisse extérieure solide, de caractère utilitaire à l’origine, et qui prendra au cours des temps une fonction décorative de plus en plus importante. Les instruments plus tardifs ont souvent des parois plus épaisses, mais ils s’efforcent de conserver la même apparence de structure, simulant un coffre extérieur et un instrument séparé qui en fait ne font qu'un. La table d'harmonie est découpée à la forme du fond, que les éclisses entourent, et à partir duquel on construit l’instrument.

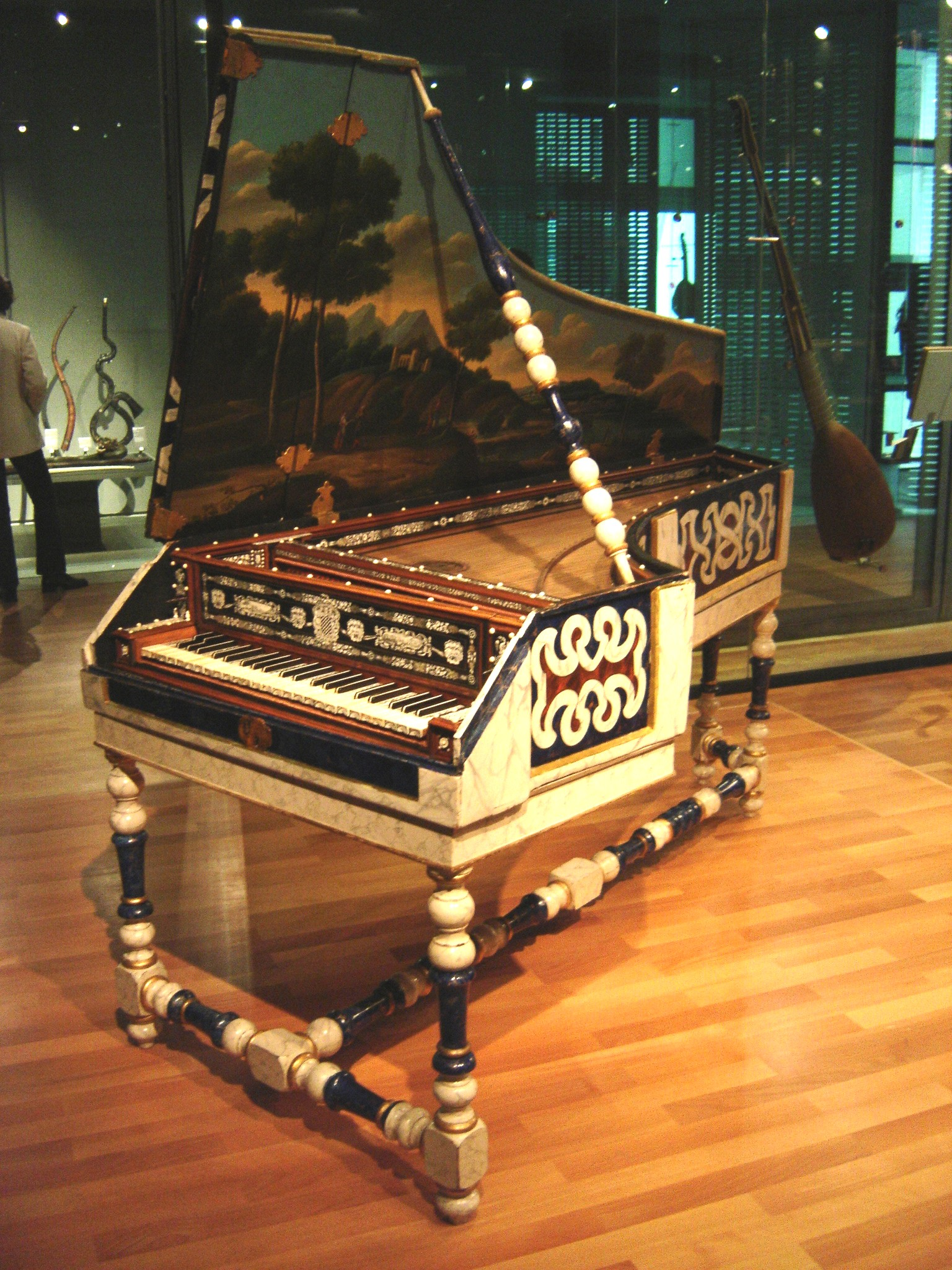
Clavecin italien de Pietro Faby (1677).

Très généralement, il n’y a qu’un seul clavier, actionnant deux jeux à l'unisson, les registres n’étant pas mobiles ; ils sont parfois disposés obliquement (non parallèles au clavier) ce qui nécessite un processus de fabrication très sophistiqué. Ce clavier est proéminent (en console) par rapport à la caisse. La mesure des cordes (en laiton) est courte, et la progression de leurs longueurs vers le grave sans variation de diamètre donne à l’instrument une forme très allongée, avec une éclisse courbe très incurvée. C’est dans la partie la plus grave que les diamètres de cordes sont augmentés, ce qui s’accompagne d’une pointe presque perpendiculaire à l’échine. Dans cette partie, le ou les chevalets ne sont pas courbes, mais anguleux.
En ce qui concerne la décoration :
- la caisse (ou la caisse externe) donne lieu à la plus grande variété décorative, misant principalement sur les matières et les reliefs. Les moulures très ouvragées participent à la solidité de l’instrument. Les plus somptueux mettent en œuvre la marqueterie, les sculptures, la dorure, les incrustations de matières précieuses, telles que nacre, écaille, os gravés, pierres fines, perles ;
- la table d'harmonie est de bois brut ; elle est ornée d’une rosace de parchemin découpé, en plusieurs couches, selon des motifs géométriques parfois très complexes ;
- le piètement, souvent constitué de trois pieds en colonnes plus ou moins travaillées est parfois une œuvre d’art à lui seul, parfois d’une exubérance époustouflante.

### La facture flamande

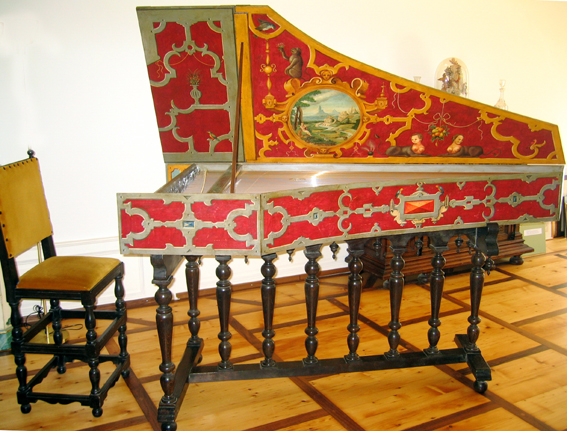
Clavecin flamand (copie d'ancien par Marc Ducornet, Paris).

La facture flamande représente le pôle opposé à la facture italienne. Les autres écoles nationales (France, Allemagne et Angleterre) se rattachent à sa tradition avec des variations locales. Le plus grand nombre d’instruments conservés vient de la famille Ruckers, dont la production représente l’archétype de cette école.
Contrairement au clavecin italien, le clavecin flamand est un instrument solide, aux parois relativement épaisses ; la rigidité de la caisse est assurée, en outre, par des renforts internes disposés en éventail, plus ou moins perpendiculairement à l’éclisse courbe. Les Flamands emploient des bois tels que le tilleul ou le peuplier. Les éclisses sont posées sur le fond (donc la table d’harmonie n’a pas la même surface que ce dernier), mais il est probable qu’en fait, on fixait le fond (par collage et cloutage), une fois l’instrument terminé, sur la tranche inférieure des éclisses.
Le plus souvent, il n’y a qu’un seul clavier, actionnant deux jeux à l'unisson ou un jeu principal et un d'octave, avec registres mobiles disposés parallèlement au clavier. Ce clavier est rentrant dans la caisse. La mesure des cordes (en acier ou laiton) est assez longue, et la progression de leurs longueurs vers le grave est accompagnée d’une variation de diamètre qui permet d’avoir un instrument assez compact, avec une éclisse courbe peu incurvée. Les chevalets sont incurvés en forme de « S ». Les instruments à deux claviers en état d’origine sont transpositeurs (claviers décalés, un en ut, l'autre en fa, et surtout sans accouplement).
La table d’harmonie a une épaisseur variable sur les bords, et un barrage assez rigide.
Le piétement est l’extrapolation de simples tréteaux : quatre pieds en chêne tourné et ciré, reliés par des traverses horizontales ou une balustrade. Il était parfois étonnamment haut, car l’on pouvait jouer debout.
En ce qui concerne la décoration :
- la caisse est peinte de façon à imiter le marbre ou des motifs de ferronnerie. Il n’y a pas de moulures, sauf celles prises dans la masse en haut des éclisses, ni de motifs en relief. L’intérieur est garni de papiers décoratifs imprimés avec arabesques, dauphins stylisés, etc. Le couvercle, en une partie ou deux parties articulées, porte souvent une maxime en latin ;
- la table d’harmonie est décorée de motifs floraux stéréotypés, et d’une rosace en étain doré portant la marque et les initiales du facteur.

### La facture française

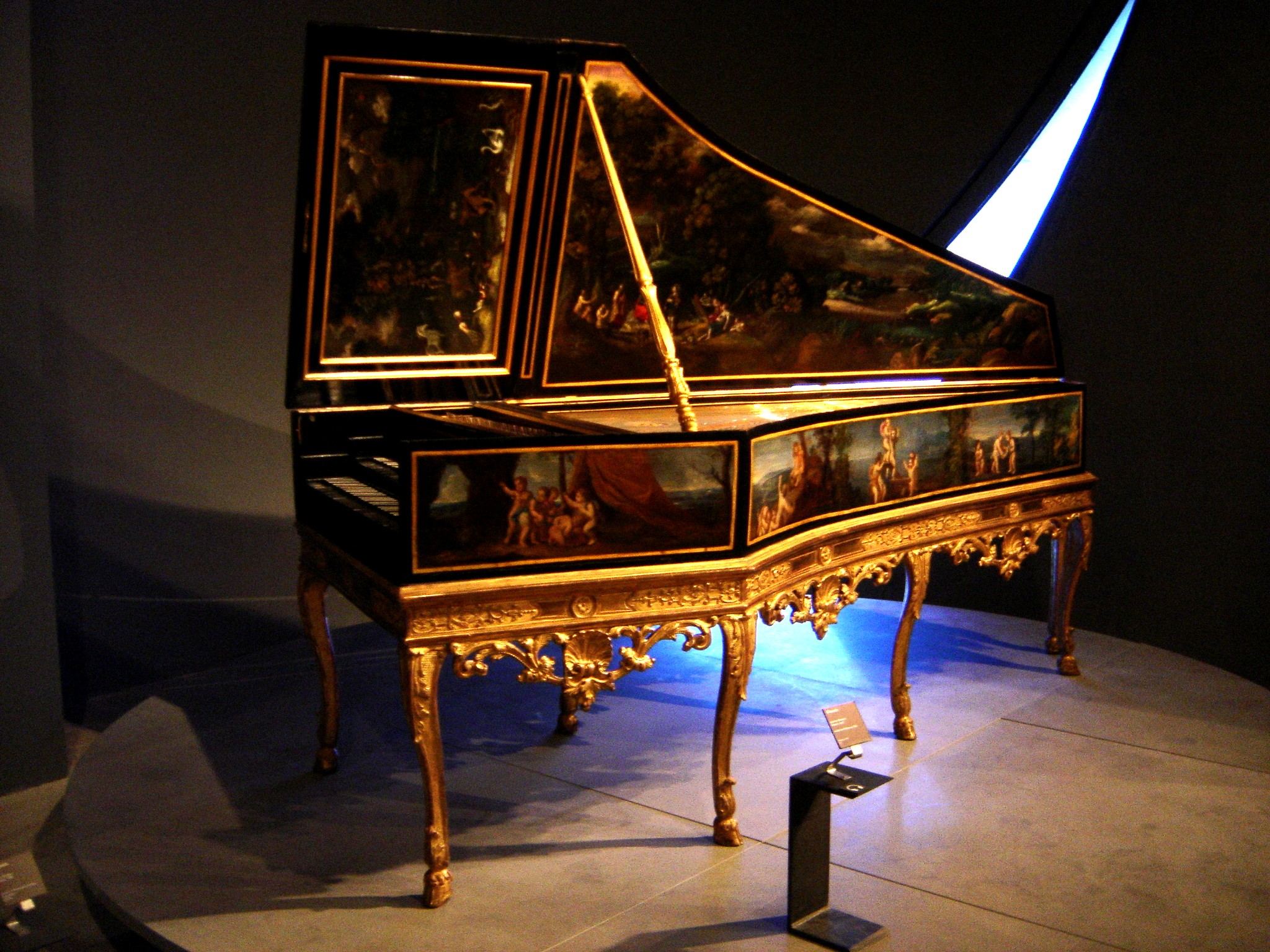
Clavecin français.

Il existe une tradition française de la facture antérieure à la période d’extraordinaire engouement pour les clavecins flamands qui la fit évoluer de façon décisive. Cette manière ancienne est d’ailleurs beaucoup plus proche des Flamands que des Italiens. La production française est presque entièrement concentrée à Paris, qui comptait plus de cent facteurs au XVIIIe siècle - on peut citer les familles Denis, Bellot, Jean-Antoine Vaudry. Quelques autres travaillent à Lyon (Gilbert Desruisseaux, plus tard Pierre Donzelague), Toulouse (Vincent Tibaut) — Les instruments datant de cette période sont excessivement rares et aucun ne remonte avant 1648.
Le clavecin français typique du XVIIIe siècle est un grand instrument à deux claviers dont la structure rappelle beaucoup celle des Flamands. Bien souvent, ces instruments sont issus de l’opération de ravalement qui consiste à transformer un ancien instrument pour le mettre au goût du jour. Il s’agit soit d’adjoindre un second clavier ou d’ajouter un accouplement, soit d’augmenter l’étendue du clavier, soit d’augmenter le nombre des registres, et éventuellement d’ajouter des dispositifs de changement rapide.

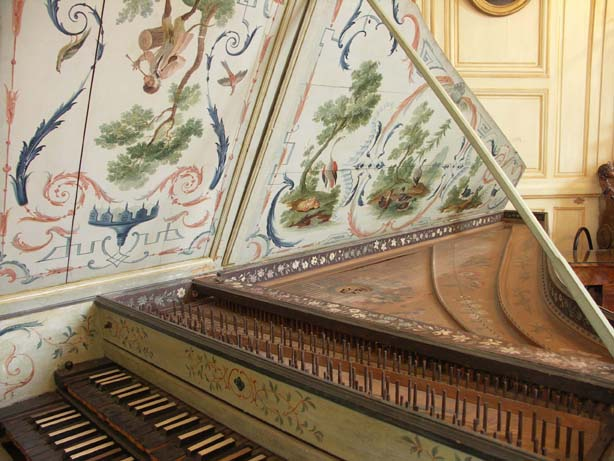
Clavecin Blanchet, 1733

Les grands facteurs parisiens du XVIIIe siècle se sont fait une spécialité du ravalement de clavecins flamands, particulièrement des Rückers. En effet cette signature était synonyme de qualité sonore exceptionnelle et de prix exorbitant : elle donna lieu aussi à des contrefaçons.
Le ravalement pouvait prendre plusieurs formes :
- petit ravalement : extension du nombre de touches du clavier, transformation d’un clavier transpositeur en clavier harmonique, sans modifier la caisse ;
- grand ravalement : élargissement de la caisse et de la table d'harmonie, ajout d'un second clavier, etc. Le grand ravalement était un travail d’expert[27].

La décoration, qui s'harmonise au reste du mobilier, est somptueuse, avec dorures, sculptures, peintures ; la table d’harmonie possède une décoration florale raffinée. L’intérieur du couvercle est souvent un tableau pour lequel on fait appel aux meilleurs peintres.
La recherche d’expressivité a donné lieu, au XVIIIe siècle, à des innovations telles que les genouillères pour changement rapide des registres, le plectre en peau de buffle… .
Malgré la production importante, il subsiste relativement peu d’instruments français de la grande époque, à cause des destructions consécutives à la Révolution. Il n'existe plus, pour certains facteurs, qu'un seul instrument, et nombreux sont ceux dont toute la production a disparu.
Les grands noms de la facture française :
- les Blanchet ;
- Jean-Henri Hemsch ;
- Pascal-Joseph Taskin.

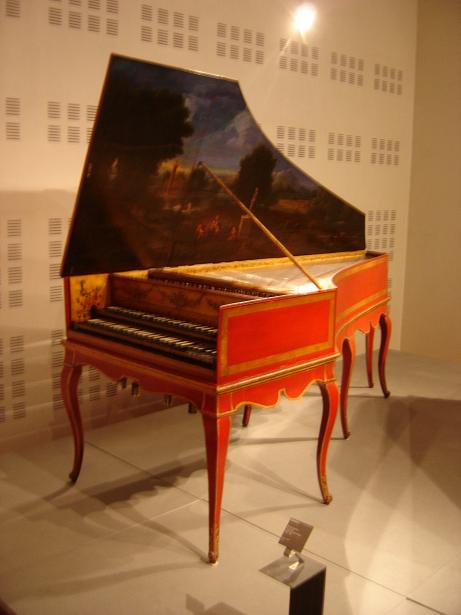
Clavecin Dumont/Taskin
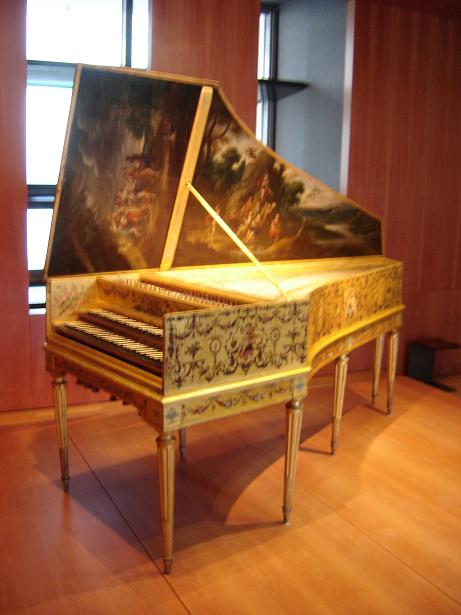
Clavecin Ruckers/Blanchet/Taskin
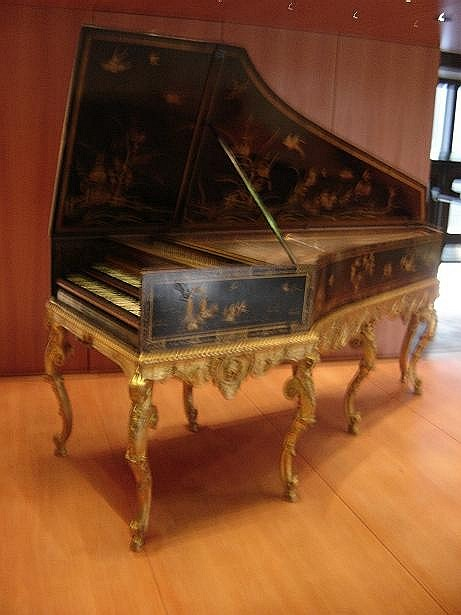
Clavecin Goujon/Swanen
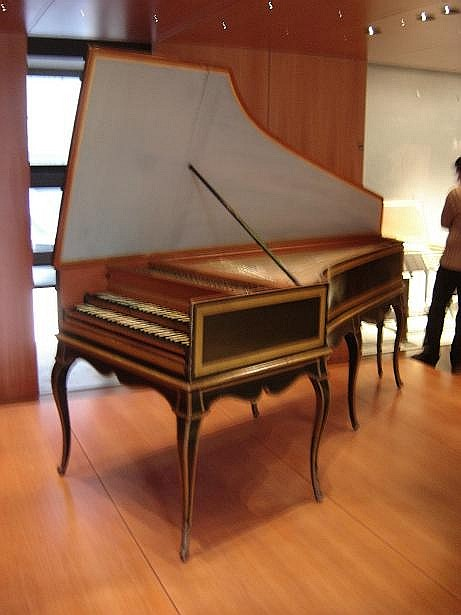
Clavecin Hemsch
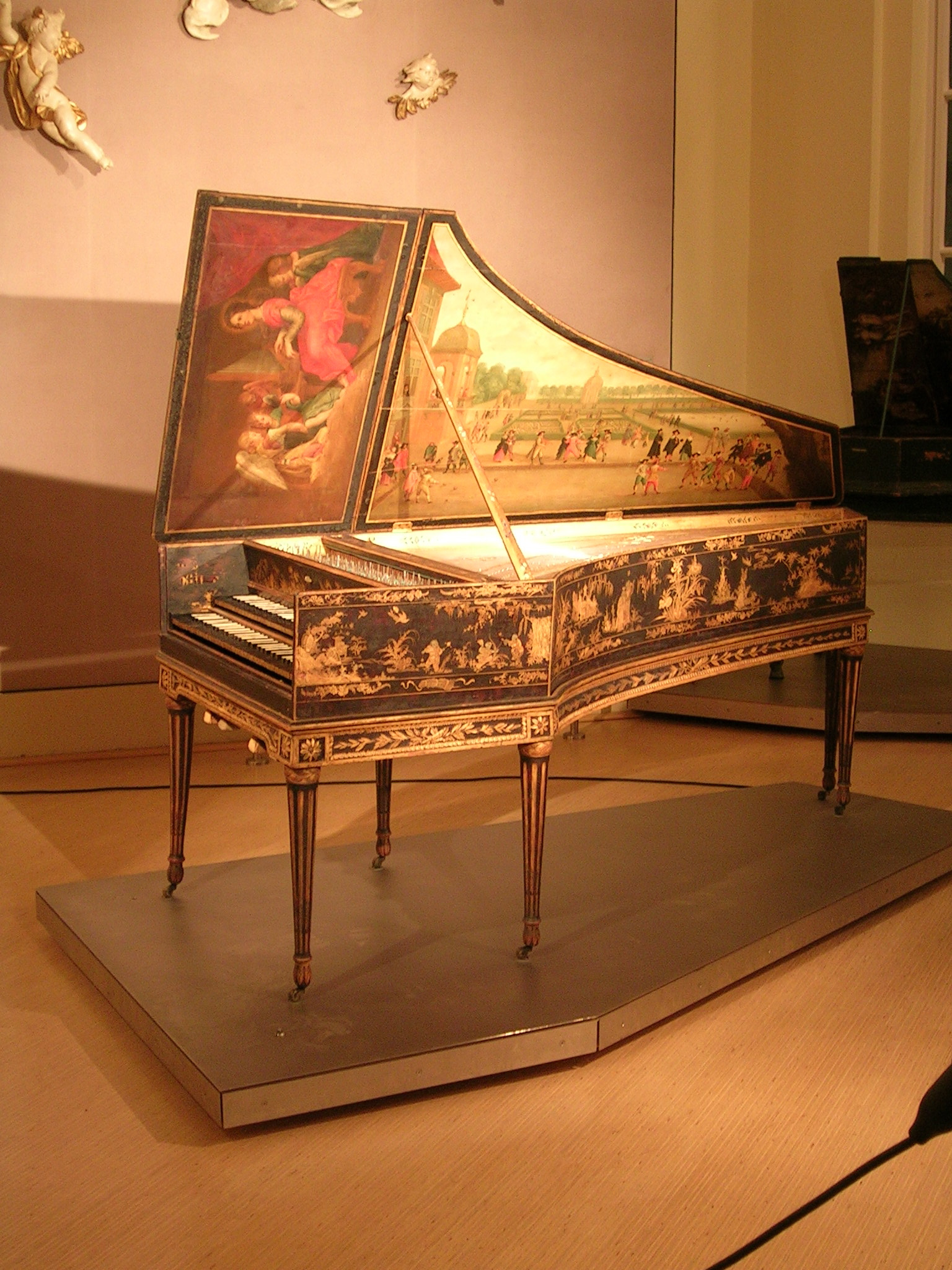
Clavecin Taskin

### La facture allemande
Les pays allemands n’ont pas été des centres de production importants. Il subsiste peu d’instruments anciens, et ceux-ci présentent une grande diversité. Les influences flamande et française sont très fortes.
Les instruments fabriqués en Allemagne méridionale sont d’aspect moins élaboré que ceux d’Allemagne du nord, parmi lesquels se distinguent particulièrement ceux du facteur hambourgeois Hieronymus Hass. Celui-ci a réalisé des instruments avec les jeux, rares, de deux pieds et de seize pieds. Son œuvre la plus exceptionnelle de complexité (cf. clavecin Hass de 1740) est un clavecin vraiment unique à trois claviers, cinq jeux de cordes et deux tables d’harmonie. Autres facteurs hambourgeois de renom : les Fleischer, Christian Zell. La Saxe possède aussi des facteurs célèbres : les Gräbner, Michael Mietke, Gottfried Silbermann (également fameux facteur d'orgues)…
Les clavecins hambourgeois présentent souvent une éclisse doublement courbée dont la queue fait partie intégrante : cette forme est celle des instruments du début du XXe siècle ; elle ne se retrouve pas en Saxe ou en Allemagne méridionale, dont les instruments apparaissent moins massifs.

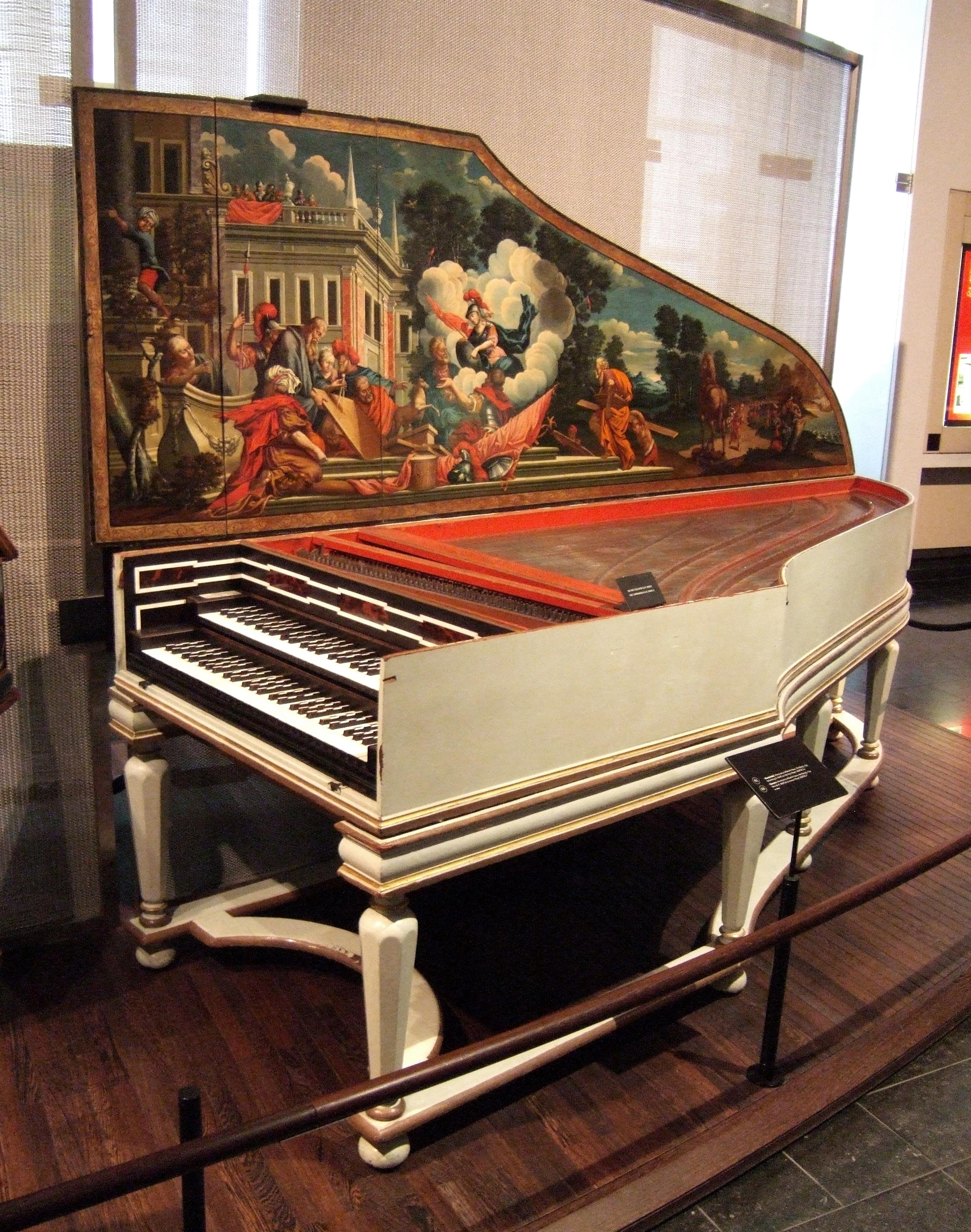
Clavecin/H.A. Hass/Hamburg
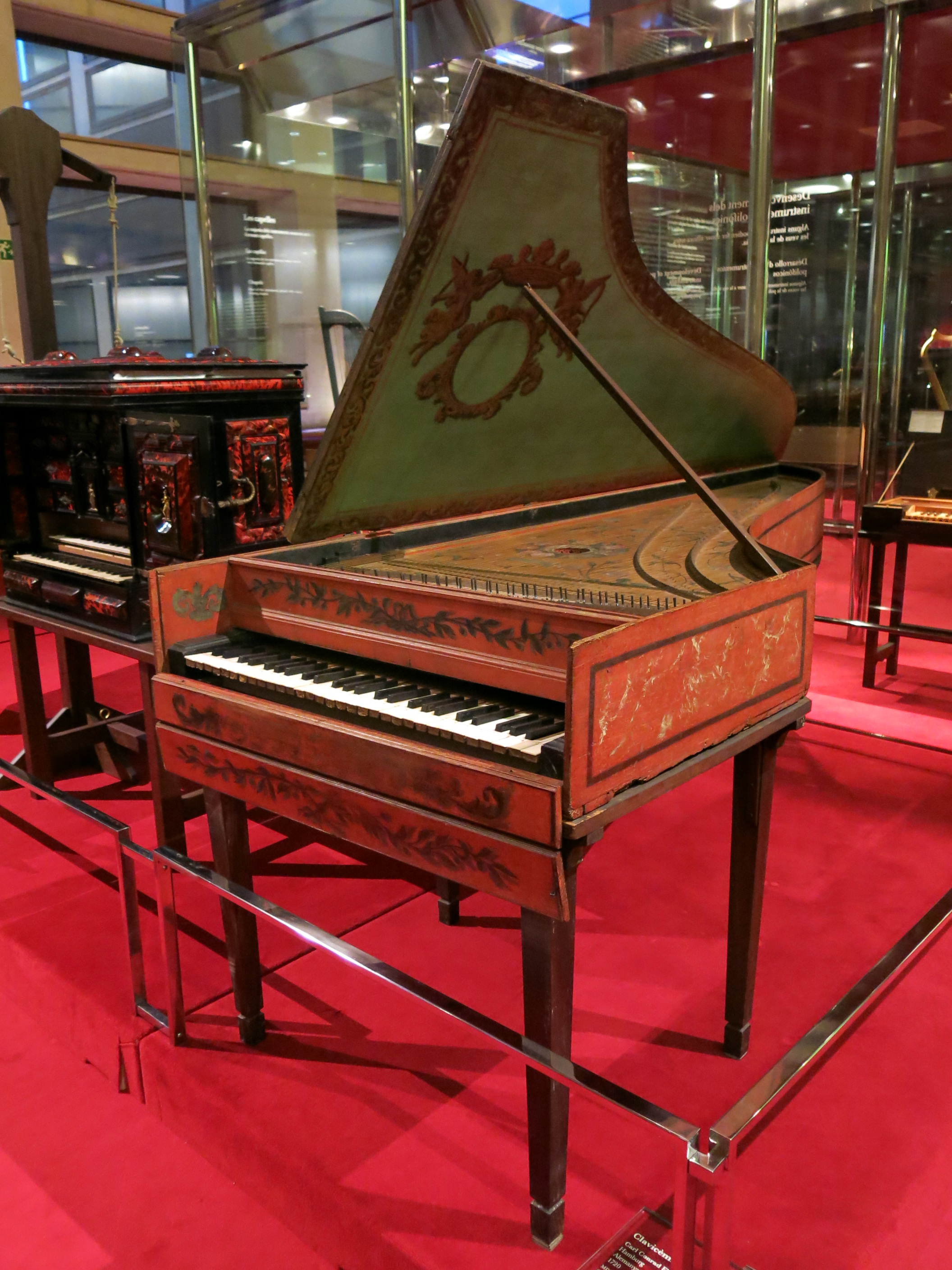
Clavecin/Carl Conrad Fleischer/Hamburg
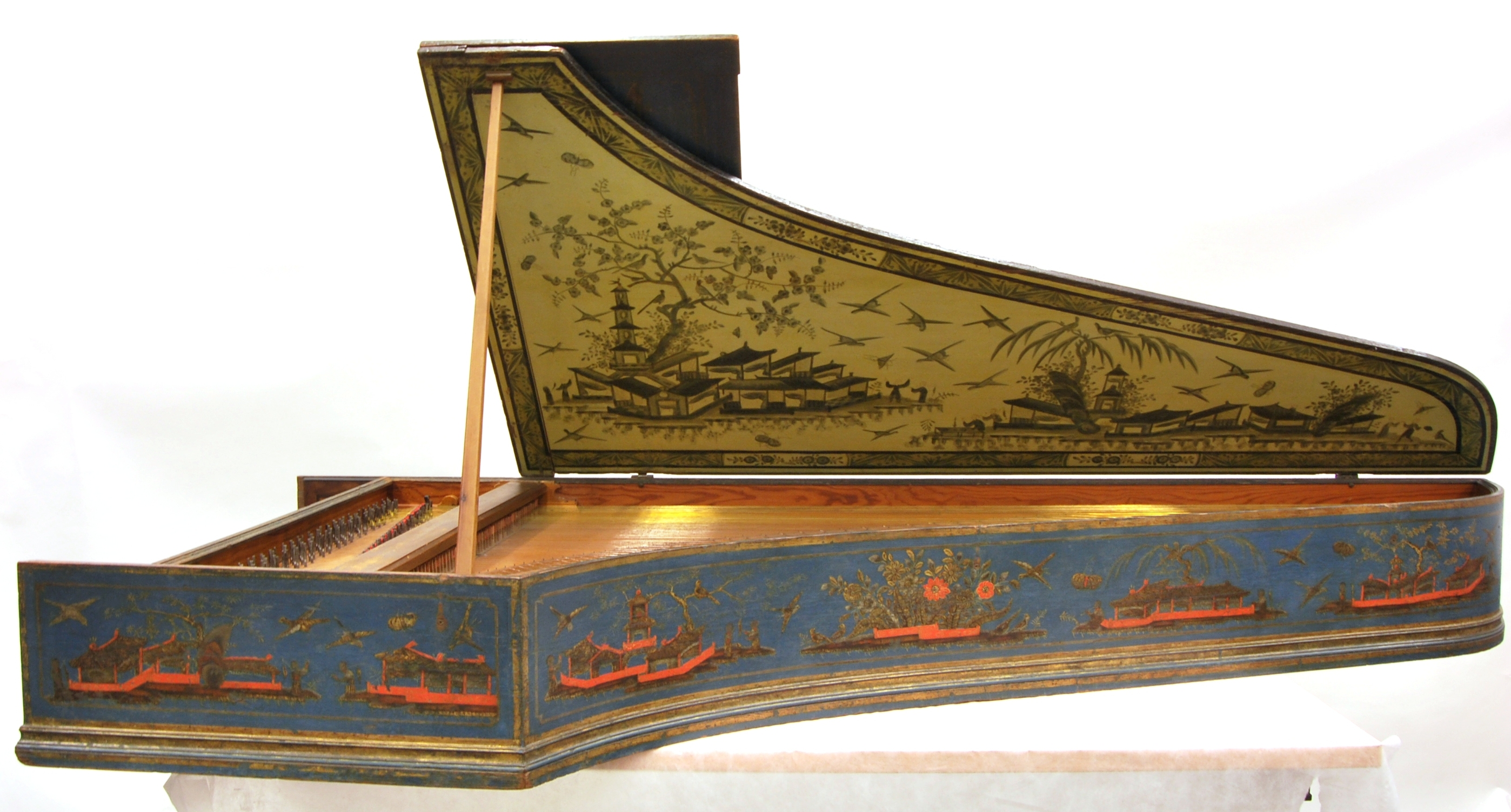
Clavecin/Christian Zell/Hamburg
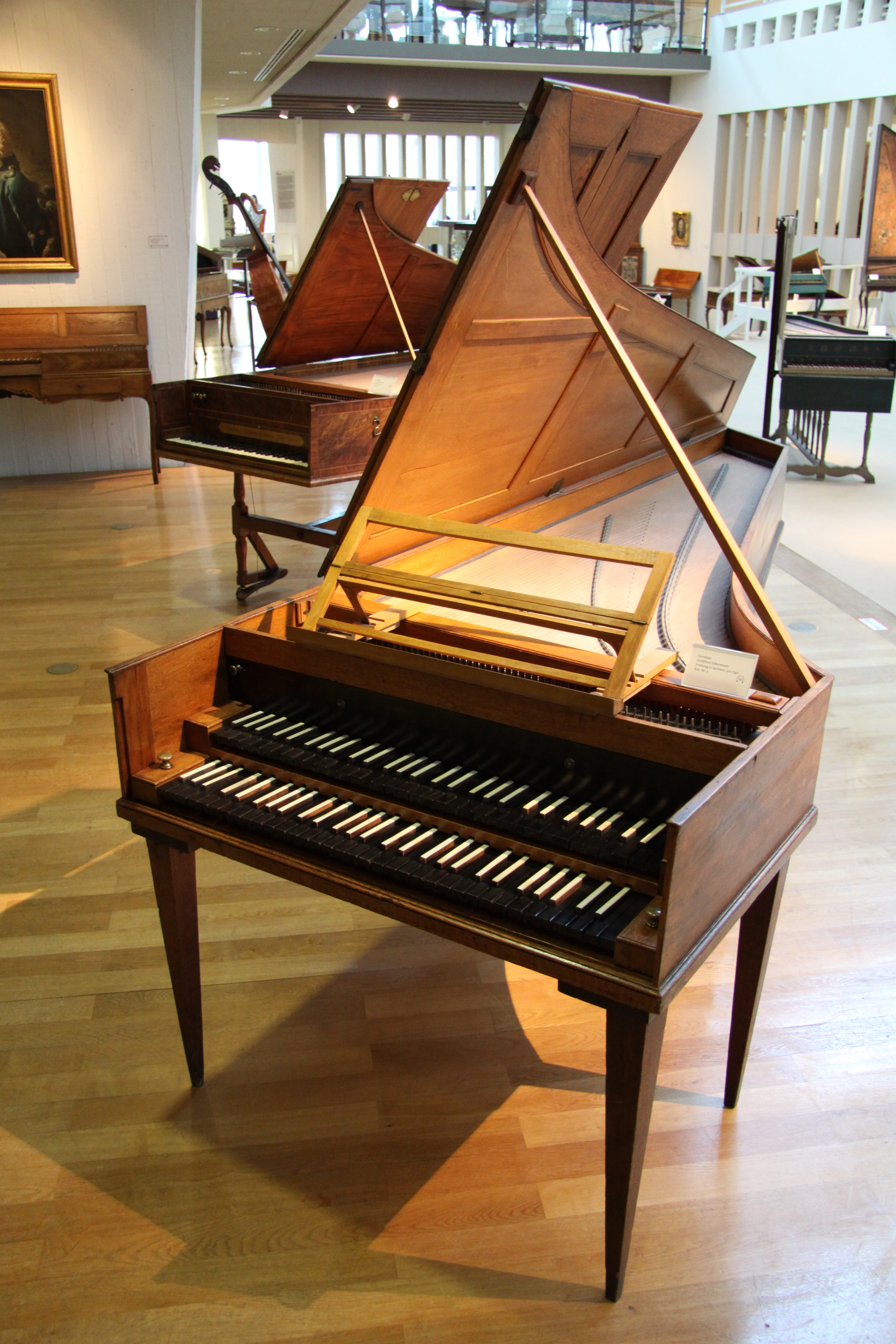
Clavecin/Gottfried Silbermann/Freiberg
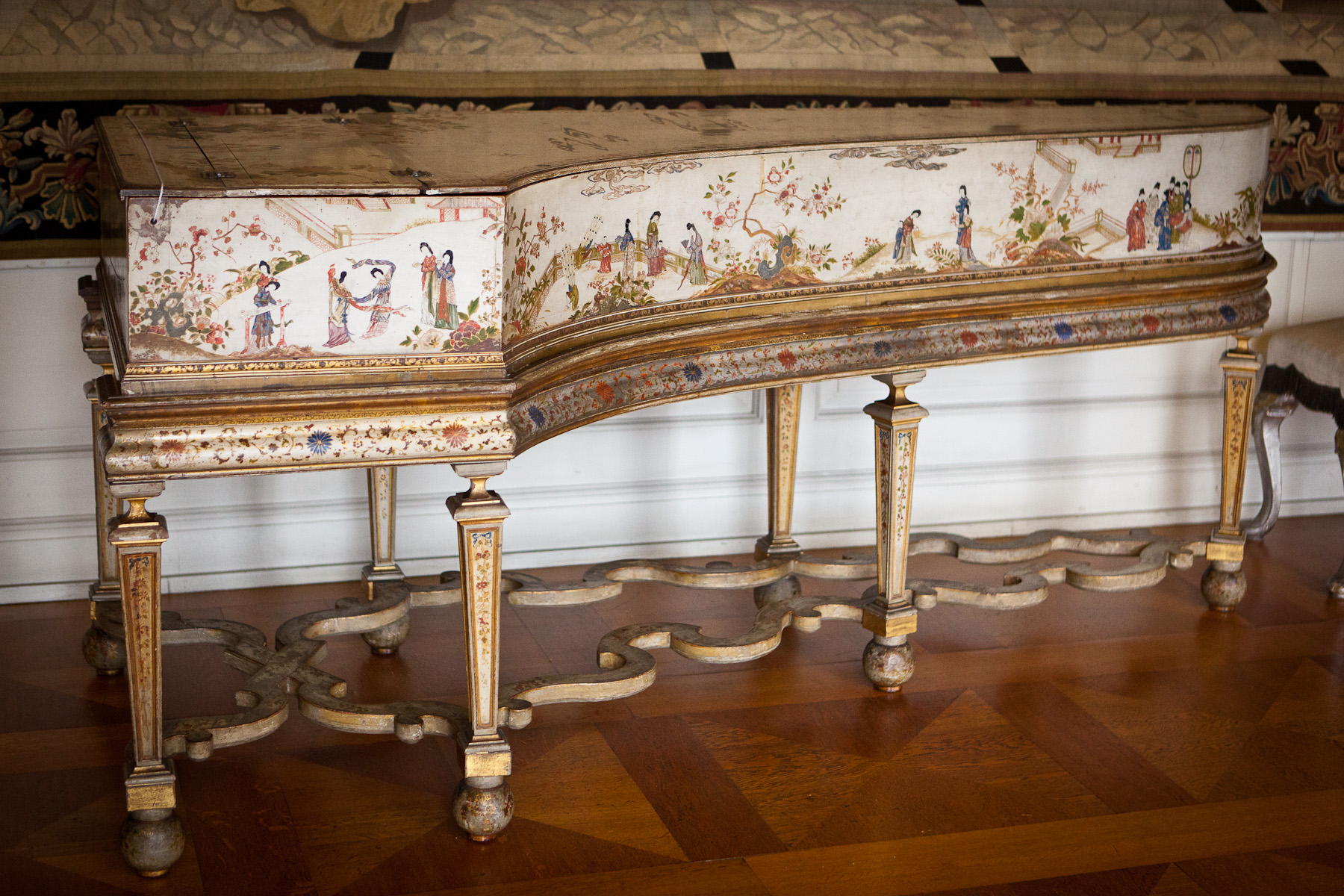
Clavecin/Michael Mietke/Berlin

### La facture anglaise
La facture anglaise est influencée par celle de Flandre. Il y a une production importante de virginals au XVIIe siècle, et d’épinettes courbes « bentside spinet » dont la taille inférieure à celle du grand clavecin a favorisé la diffusion et dont certaines familles de facteurs se sont fait une spécialité.
Un des traits distinctifs de cette école est l’utilisation, pour la caisse du chêne, plaqué de noyer puis d’acajou. Pour la décoration, les facteurs misent, non sur la peinture, mais sur la marquetterie, parfois extrêmement raffinée. Les facteurs les plus significatifs sont d’ailleurs des menuisiers et ébénistes d’origine continentale, Kirkman (alsace) et Shudi - Tschudi - (Suisse alémanique). Le jeu de nasal était préféré au jeu d'octave. Dans les deux claviers, c'est le supérieur qui se déplace pour l'accouplement, il vient s'engager dans un cran réalisé dans le sautereau dit en pied-de-biche en anglais : « dogleg ». La table d’harmonie, dont l’épaisseur croît légèrement de l’aigu vers le grave, comporte une rosace, mais n’est presque jamais décorée. Le piètement est des plus simples, souvent des pieds de section carrée.
Les facteurs anglais autour de la fin du XVIIIe siècle ont multiplié les dispositifs permettant d’agir sur l’expressivité : pédales pour le changement de registres, « machine-stop » permettant de préparer un changement complet et rapide du registre, volets vénitiens (1769) placés au-dessus de la table d’harmonie pour modifier le volume sonore. De 1790 à 1825, la maison Broadwood, successeur de Shudi, passa insensiblement de la production de clavecins à celle de piano-forte.

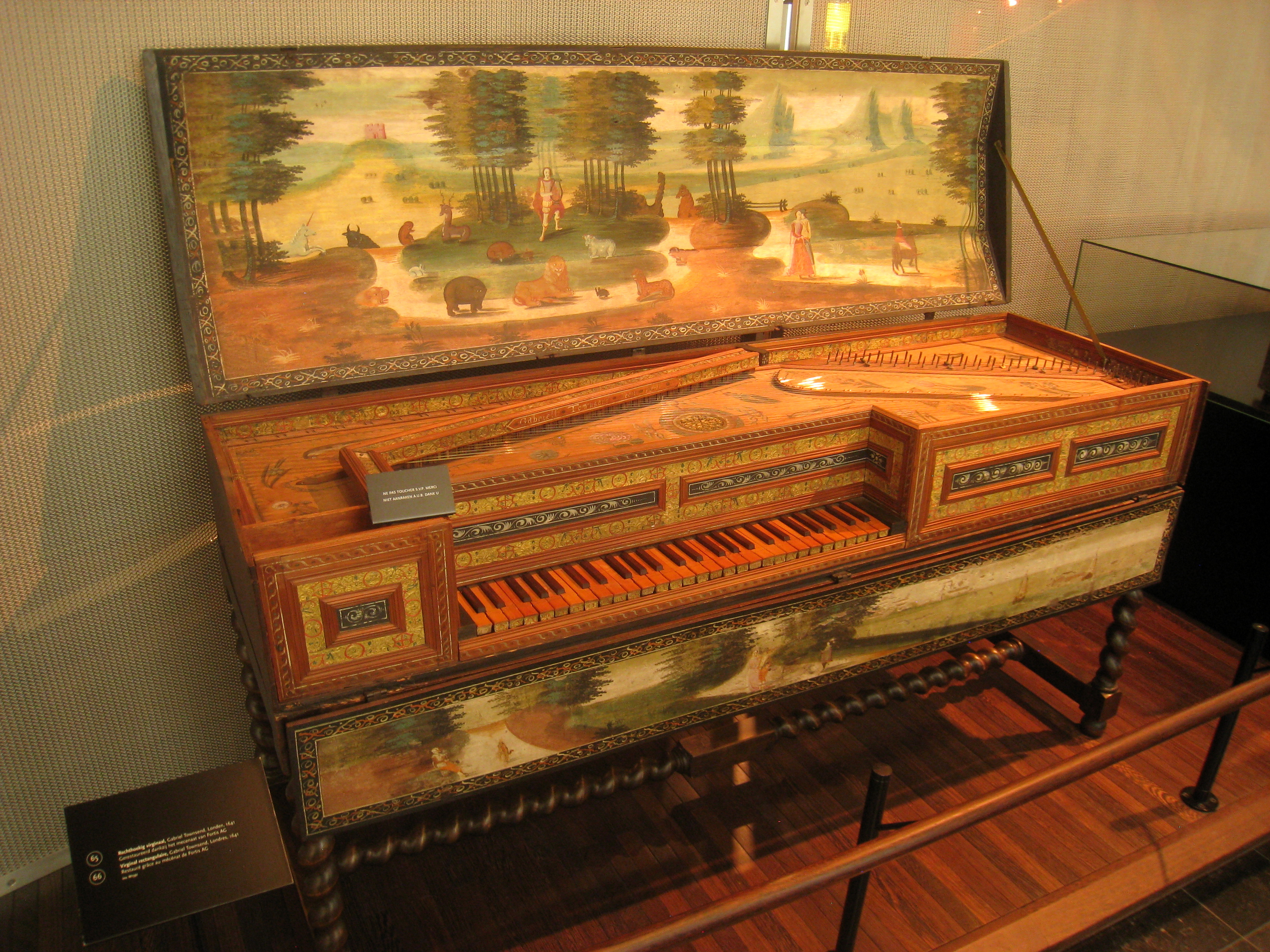
Virginal de G. Townsend
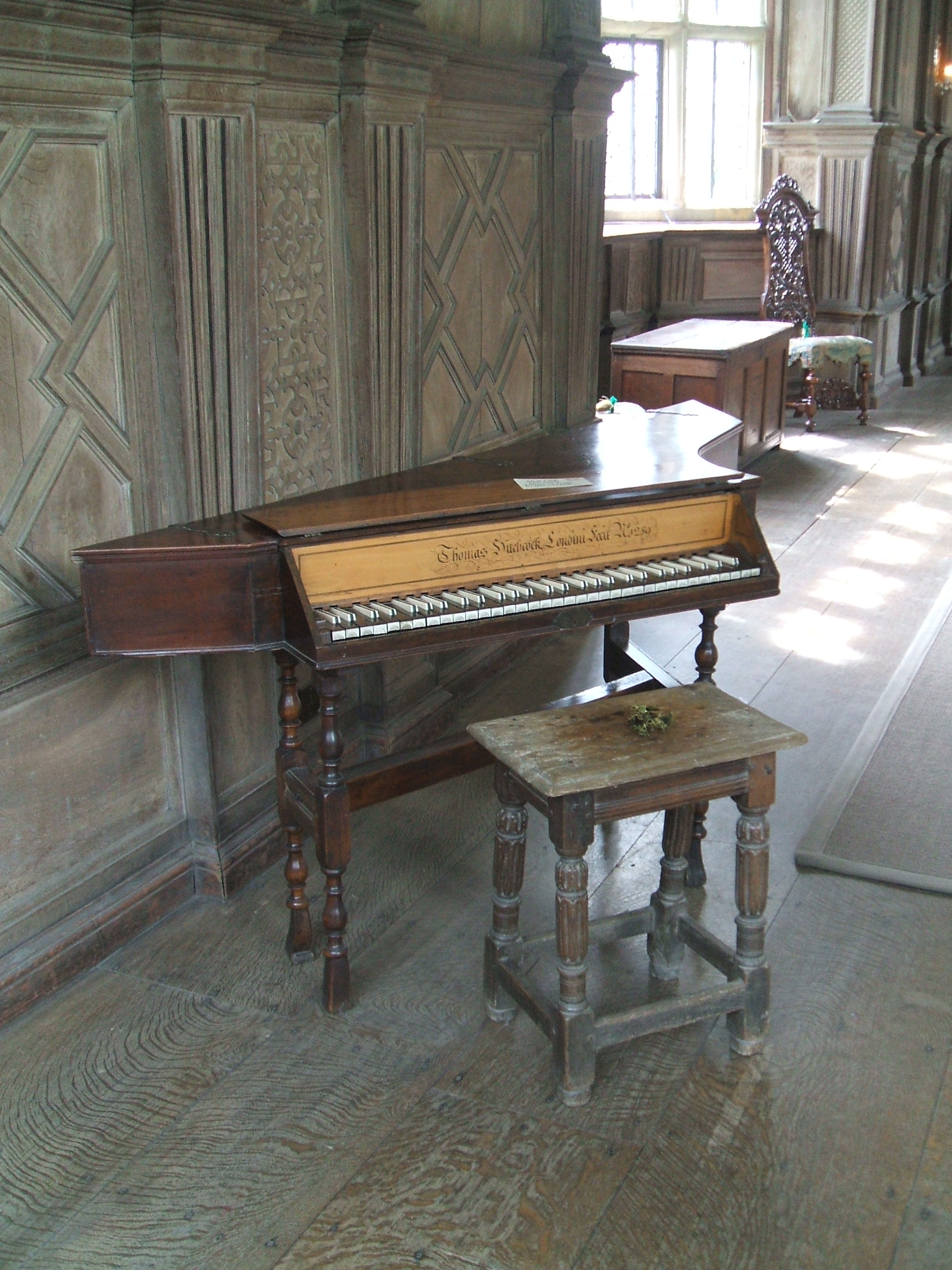
Épinette de Thomas Hitchcock
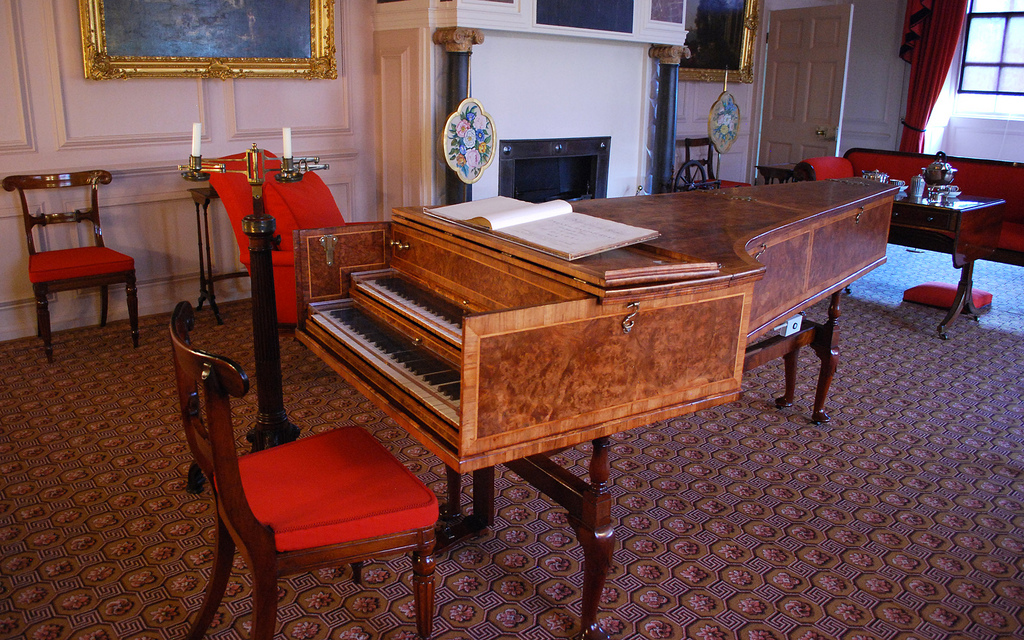
Clavecin de Burkat Shudi
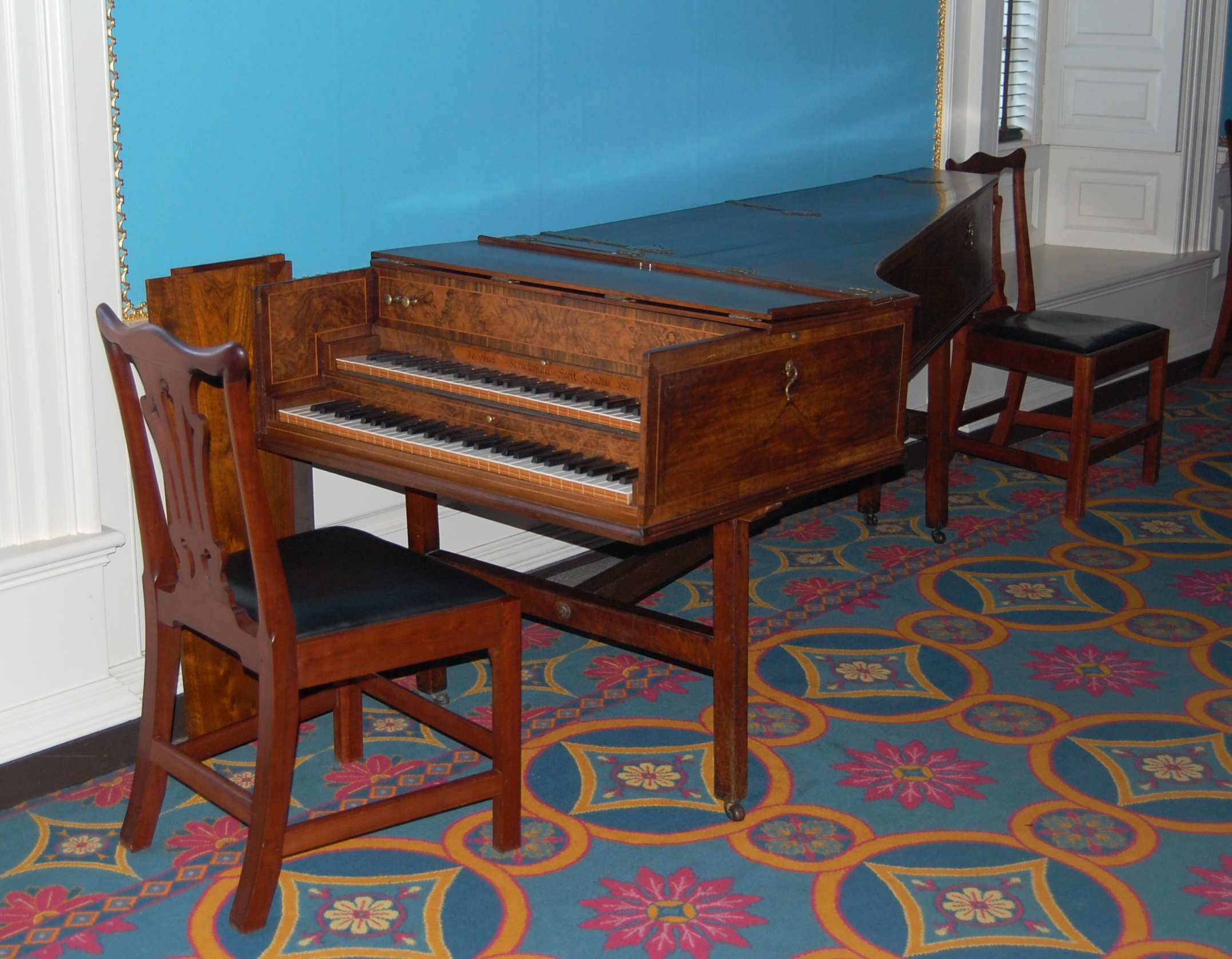
Clavecin de Jacob Kirkman

## Aspects socio-économiques
Le clavecin est un instrument aussi coûteux qu’un piano, une harpe, une contrebasse ou un orgue-coffre. Cependant il offre une large gamme d'instruments de tailles et de prix variés. Étant donné leur poids (30 à 90 kg), le clavecin et l'épinette font partie des instruments que le joueur de musique baroque peut éventuellement emporter avec lui lorsqu'il participe à un concert, au contraire des pianos, des orgues, des timbales. Bien qu’il puisse être déplacé à deux personnes, le clavecin est souvent loué, ou bien l'institution qui reçoit en possède déjà plusieurs.
À l'heure actuelle, malgré une forte demande, la fabrication de clavecins demeure une activité largement artisanale (à l'instar de la lutherie en violon), qui n'est pas organisée en un véritable secteur économique. Ainsi, il n'existe aucune production industrielle en France depuis le XVIIIe siècle,,. Cependant des avatars du piano furent manufacturés en Allemagne (1920-1960). On estime toutefois que la facture de l'instrument peut offrir des opportunités de niche prestigieuses et porteuses d'images pour le savoir-faire du pays.

## Citations
Le clavecin est fréquemment cité dans la littérature :

« Le clavecin a dans son espèce un brillant et une netteté qu'on ne trouve guère dans les autres instruments. Il est parfait quant à son étendue par lui-même. Cet instrument a ses propriétés comme le violon a les siennes. Si le clavecin n'enfle point les sons, si les battements redoublés sur une même note ne lui conviennent pas extrêmement, il a d'autres avantages qui sont : la  « précision », la « netteté », le  « brillant » et l'« étendue ». »

— François Couperin , Art de toucher le clavecin, (1717).

« Ces couplets sont assez bons… pour un piano-forte qui n'est qu'un instrument de chaudronnier en comparaison du clavecin. »

— Voltaire, Correspondance avec la marquise Mme du Deffand, 8 décembre 1774.

« Le grand chef d'orchestre britannique Sir Thomas Beecham n'aimait pas le clavecin. Il en comparait le son à celui de « squelettes copulant sur un toit en tôle ondulée » (« skeletons copulating on a corrugated iron roof ») ou à celui d'une « cage à oiseaux jouée à l'aide de fourchettes à rôtir » (« a birdcage played with toasting forks »). »

Schwermütig denkt die Gambe ihren Traum,

Die Flöte singt das Sehnen und das Irren,

aber das Cembalo mit zartem Klirren

streut Sterne in den leeren Raum.
— Manfred Hausmann (de), extrait du poème Alte Musik'
.